# Виктория Гессен-Дармштадтская
Викто́рия Альбе́рта Елизаве́та Мати́льда Мари́я Ге́ссен-Дармшта́дтская (нем. Victoria Alberta Elisabeth Mathilde Marie von Hessen-Darmstadt), с 1917 года Викто́рия Маунтбе́ттен, маркиза Ми́лфорд-Хе́йвен (англ. Victoria Mountbatten, Marchioness of Milford Haven; 5 апреля 1863, Виндзорский замок, Виндзор, Великобритания — 24 сентября 1950, Кенсингтонский дворец, Лондон, Великобритания) — старшая дочь великого герцога Гессенского Людвига IV и британской принцессы Алисы; внучка королевы Виктории; в браке — принцесса Баттенберг и маркиза Милфорд-Хейвен, супруга Людвига Александра Баттенберга; сестра русской императрицы Александры Фёдоровны и великой княгини Елизаветы Фёдоровны, бабушка Филиппа, герцога Эдинбургского, мужа королевы Елизаветы II.
Виктория была первенцем в семье. С ранних лет принцесса много времени посвящала книгам, чтение которых она пронесла через всю жизнь. Воспитание детей было основано на викторианской морали, исключающей любые излишества. Вместе с тем, благодаря покровительству Алисы, их дом посещали известные литераторы, художники, музыканты и общественные деятели. В возрасте 15 лет принцесса Виктория потеряла мать и младшую сестру Марию, умерших во время эпидемии дифтерии. Будучи старшей дочерью в семье, взяла на себя хозяйственные обязанности и заботу о младших сёстрах и брате. Её бабушка, королева Виктория, часто приглашала внуков к себе в Великобританию, и принцесса сблизилась с ней, поддерживая переписку до кончины королевы в 1901 году. Часто Виктория выступала посредником между бабушкой и младшими гессенскими внуками в решении семейных вопросов.
В 1884 году Виктория вышла замуж за своего дальнего родственника, морского офицера принца Людвига Александра Баттенберга. В браке с ним родилось четверо детей, среди которых были шведская королева Луиза и последний генерал-губернатор Индии Луис, граф Маунтбеттен-Бирманский. После замужества принцесса переехала в Англию. В середине 1890-х годов, когда Людвиг служил на Средиземноморье, Виктория жила на Мальте и занималась вопросами природных условий, археологии и геологии острова. В 1896 году присутствовала на коронации своей сестры императрицы Александры Фёдоровны в Москве. В последние годы жизни королевы Виктории внучка была неизменно рядом с ней. После кончины бабушки Виктория отдалилась от королевского двора. В 1912 году её муж стал первым морским лордом. С началом Первой мировой войны из-за антигерманских настроений в обществе Людвиг ушёл в отставку и больше к службе не возвращался. В 1917 году по воле короля Георга V супруги и их дети приняли английскую фамилию «Маунтбеттен» и титул маркизов Милфорд-Хейвен. В 1918 году в России были убиты две сестры Виктории, императрица Александра и великая княгиня Елизавета. При посредничестве Виктории останки последней были перевезены и похоронены в Иерусалиме.
В 1921 году маркиза овдовела и бо́льшую часть последующей жизни провела в Кенсингтонском дворце, оказывая поддержку детям и внукам. В 1930 году старшей дочери Виктории Алисе был поставлен диагноз «параноидальная шизофрения» и её насильно поместили в санаторий. Виктория оказывала активную поддержку дочери и взяла под опеку единственного сына Алисы принца Филиппа. В 1947 году она присутствовала на свадьбе Филиппа с принцессой Елизаветой, наследницей короля Великобритании Георга VI, а через год стала одной из крёстных своего правнука Чарльза (Карла III). Виктория умерла 24 сентября 1950 года в возрасте 87 лет и была похоронена рядом с супругом на острове Уайт. Её мемуары впервые были изданы в 2020 году.

## Происхождение и семья
Ф. К. Винтерхальтер, 1861, Королевская коллекция, Великобритания
Виктория происходила из Гессенской династии — германской ветви древнего Лувенского дома, имевшего лотарингское происхождение. Первым представителем Гессенского рода был Генрих I, ландграф Гессена. В 1524 году род разделился ещё на две ветви — Гессен-Кассельскую и Гессен-Дармштадтскую. Ландграфство Гессен-Дармштадт просуществовало до 1806 года, когда после распада Священной римской империи оно было преобразовано в Великое герцогство Гессен во главе с великим герцогом Людвигом I — прапрадедом Виктории. Её отец, великий герцог Людвиг IV (1837—1892), был сыном принца Карла Гессенского и прусской принцессы Елизаветы, внучки прусского короля Фридриха Вильгельма II. Мать принцессы — Алиса (1843—1878) — была принцессой Великобритании, Ирландии и Саксен-Кобург-Готы, вторая дочь и третий ребёнок последнего британского монарха из династии Ганноверов Виктории и её супруга принца-консорта Альберта Саксен-Кобург-Готского. Королева Виктория имела прозвище «Бабушки Европы». У неё, помимо Алисы, было ещё восемь детей, включая следующего короля Великобритании Эдуарда VII и германскую императрицу Викторию. Альберт и Виктория имели 42 внука, среди которых несколько европейских монархов: император Германии Вильгельм II, король Великобритании Георг V, королева Норвегии Мод, императрица России Александра Фёдоровна, королева Греции София, королева Испании Виктория Евгения, королева Румынии Мария и кронпринцесса Швеции Маргарита. Таким образом, Виктория Гессенская состояла в близком родстве практически с каждой европейской королевской семьёй.

## Ранние годы

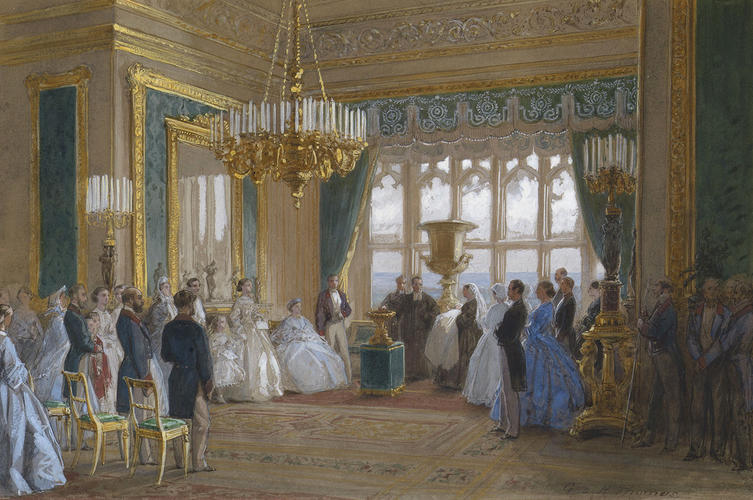
Крещение Виктории Гессен-Дармштадтской. Хаусман Томас, Георг, 1863 год, Королевская коллекция, Виндзорский замок

Виктория родилась в пасхальное воскресенье 5 апреля 1863 года в Виндзорском замке в присутствии своей бабушки королевы Великобритании Виктории. Принцесса стала первенцем в семье. Ей было дано имя «Виктория Альберта Елизавета Матильда Мария Гессен-Дармштадтская». Девочка получила имя «Виктория» в честь бабушки-королевы; «Альберта» — в честь деда принца-консорта; «Елизавета» — по имени бабушки со стороны отца; «Матильда» — в память о великой герцогине Гессенской Матильде Баварской и «Мария» — в честь вдовствующей французской королевы Марии Амелии Неаполитанской, которая стала её крёстной матерью. Мария Амелия подарила своей крестнице медальон, украшенный бриллиантами и жемчужинами и содержащий внутри прядь волос королевы. Одним из крёстных отцов девочки стал принц Уэльский Эдуард (дядя Виктории). Виктория, вопреки желанию своей царственной бабушки, была крещена в лютеранской вере 27 апреля в покоях Виндзорского за́мка. В своём дневнике королева писала, что «малютка Виктория получила крещение в моих руках; её чепец сполз на лоб и священнику пришлось три раза окропить малышку…Так тяжело присутствовать на церемонии без моего Любимого [принц-консорт Альберт] и представлять, как всё было бы, не будь Я сейчас одинокой; только пустота и печаль остались от потери, окутав всё вокруг».

Виктория в детстве. Фотография 1866 года

Впоследствии Алиса родила ещё шесть детей: Елизавету (род. 1864), прозванную в семье «Эллой»; Ирену (род. 1866); Эрнста Людвига (род. 1868), по-домашнему «Эрни»; Фридриха (род. 1870) или «Фритти»; Алису (род. 1872), в семье известную как «Аликс» или «Алики» и Марию (род. 1874) или «Мэй». В отличие от своей матери-королевы, Алиса лично занималась детьми, вникала в дела и проблемы, даже лично занималась ведением счетов по расходам. Как и её старшая сестра Виктория, Алиса сама кормила детей грудью, что вызвало возмущение из Лондона: сама королева относилась к этому, как к чему-то «действительно отвратительному». Первые три года жизни принцесса провела в Бессунгене, пригороде Дармштадта, пока семья не переехала в Новый дворец Дармштадта, построенный, по большей части, на деньги из приданого Алисы. С ранних лет и до замужества делила комнату вместе с младшей сестрой Елизаветой, с которой была очень близка, но не разделяла любовь сестры к куклам. С раннего возраста Виктория полюбила книги и уже в семилетнем возрасте свободно читала на английском и немецком. Увлечённость книгами она пронесла через всю долгую жизнь, вспоминая позже, что «в шестилетнем возрасте я читала любую книгу, которая мне попадалась и часто понимала только четверть из прочитанного». Алиса писала матери в Лондон: «Я так горжусь своими девочками [7 и 5 лет], они добросердечны и такие одарённые. Виктория с такой лёгкостью учится, для неё это истинное наслаждение». С детства Виктория много путешествовала, в основном между Пруссией, где кронпринцессой была старшая сестра Алисы, и резиденциями своей бабушки в Великобритании. Алиса была особенно привязана к своим старшим брату принцу Уэльскому и сестре прусской кронпринцессе, и их дети тоже были близки между собой. В играх и семейных сборах к ним часто присоединялась младшая дочь королевы Виктории Беатриса, которая была старше Виктории всего на шесть лет. От неё Виктория получила своего первого пони. Любовь к лошадям принцесса пронесла через всю жизнь, хотя она категорически не любила лошадиные скачки и никогда не посещала ипподромы.

## Взросление

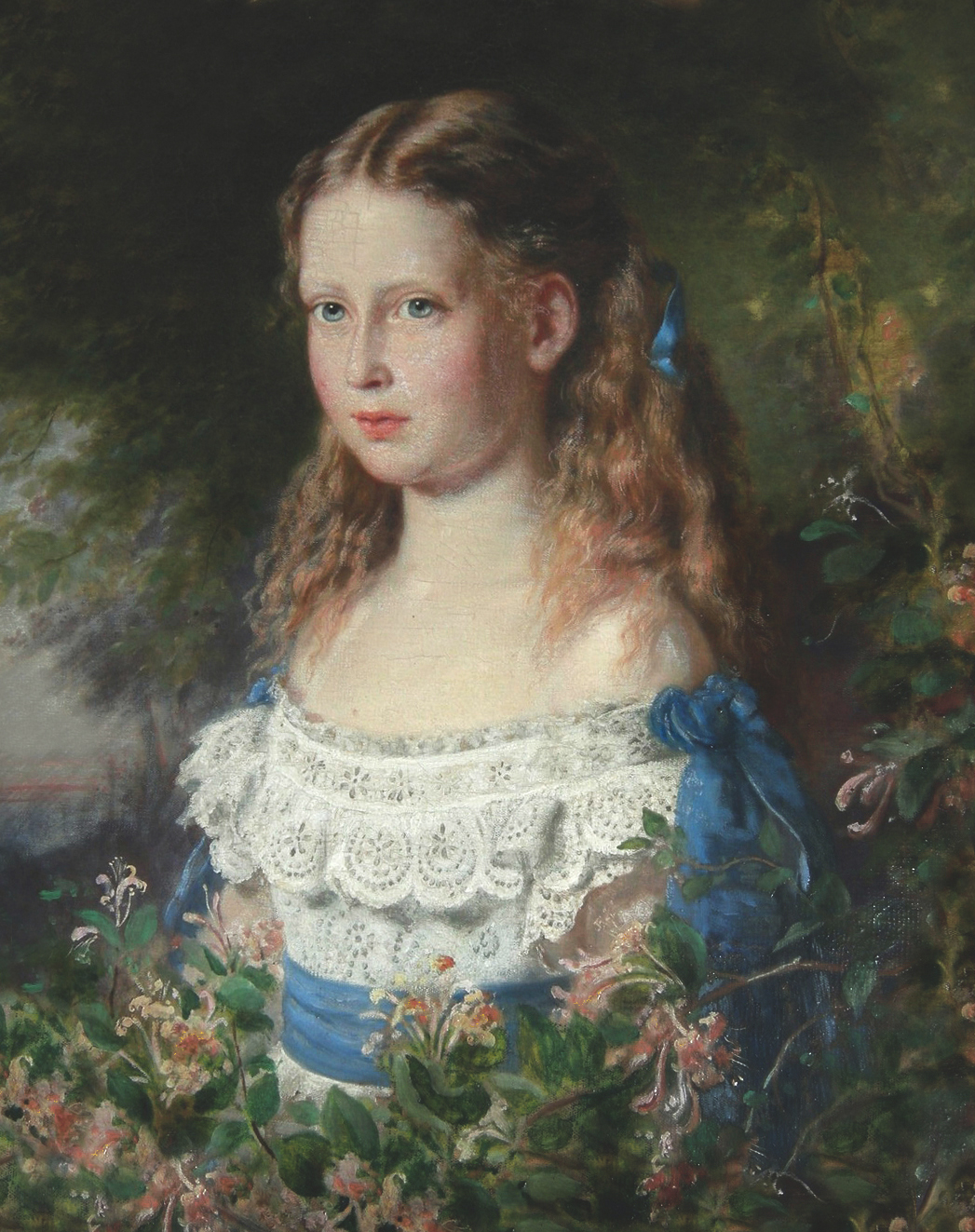
Виктория Гессен-Дармштадтская. Ноак, Август, 1870 год, Королевская коллекция

Во время Австро-прусского вторжения в Гессен Виктория и Елизавета были отправлены в Великобританию, где находились под присмотром бабушки. Во время Франко-прусской войны 1870 года на территории дворца был создан госпиталь, где Виктория помогала матери в столовой, готовя еду для солдат. В своих воспоминаниях она писала о «сильном холоде зимой и обжигающем руку горячем супе». Перед войной у Виктории и её сестры появилась первая гувернантка — фройляйн Экенстен — представительница прусской дворянской фамилии, с которой девочки часто разучивали немецкие патриотические песни. В 1872 году, когда брату Виктории принцу Фридриху исполнилось 18 месяцев, врачи диагностировали у него гемофилию. От этой же болезни страдал и младший сын королевы Виктории Леопольд. Майским днём следующего года Фридрих выпал из окна на каменные ступени. Принц скончался через несколько часов.
В возрасте тринадцати лет Виктория была «выше других девочек своего возраста, не отличалась особой красотой, но выделялась ясными голубыми глазами, прямым носом, красивым ртом, прелестными ушами и вьющимися золотыми волосами». Виктория обожала вступать в споры и отличалась крайне радикальными взглядами, в частности, всю жизнь она придерживалась мнения, что монархия — это пережиток прошлых времён, анахронизм.
В отношении к детям Алиса руководствовалась правилами, установленными её отцом и матерью: никаких излишеств в еде, строгий порядок во всём, ранний подъём, ранний отход ко сну. Дети поднимались в начале шестого утра, в семь у них начинались уроки. Через два часа Виктория и Елизавета завтракали вместе с матерью и отцом, когда тот был свободен от военных дел. Дети получали на завтрак кашу, колбасу или холодное мясо. Следующий час можно было провести на свежем воздухе: и зимой, и летом Виктория с братом и сёстрами совершали пешие или верховые прогулки. В середине дня им подавали фрукты, молоко и пирожные. Далее снова уроки. Детям никогда не давали сладости или шоколад, кроме сахара. Мать учила детей рисованию, пела с ними и играла для них на фортепиано. Игрушки, привезённые из Англии, были очень скромными. Девочки с возрастом учились печь, вязать, сами застилали постель. Каждую субботу и на Рождество семья посещала больных и немощных в госпиталях. В 1877 году Людвиг унаследовал герцогский престол и материальное состояние семьи несколько улучшилось, что позволило им привести детей на французское побережье. Вернувшись домой, Виктория углубилась в изучение математики и естественных наук. От матери она унаследовала любовь к музыке и опере, но не талант к игре на фортепиано. Благодаря покровительству великой герцогини, в Дармштадте часто бывали известные музыканты и литераторы (среди них Томас Карлейль и Альфред Теннисон). Большим другом Алисы был известный английский писатель и художник Джон Рёскин.
Родители Виктории любили театр и вместе с детьми посещали его три-четыре раза в неделю. В 1872 году под покровительством Алисы в Дармштадте прошла конференция по вопросам женского образования, на которой Виктория успела познакомиться с известной общественной деятельницей по вопросам бедных слоёв населения Октавией Хилл. Отец семейства очень любил животных и благодаря этому в их зверинце рядом с дворцом жили лисы, косули, овцы, карликовые кабаны, кролики, морские свинки, утки, которых дети с большой радостью кормили чёрствым хлебом и салатом. В 1878 году герцогиня Алиса подарила Виктории маленькую лошадь по кличке «Джесси». В 1896 году животное умерло от воспаления лёгких и Виктория считала её смерть «большой личной потерей». По совету друга Алисы профессора Фридриха Макса Мюллера, 13-летняя Виктория стала готовиться к сдаче оксфордского экзамена. В своих воспоминаниях Виктория писала, что ей с трудом давалось изучение предметов на английском языке, которые до этого она учила по-немецки. Готовясь к экзамену, она изучила библейские Хроники, книгу Царей и сочинения Вергилия. Как пишет принцесса, её обучение было намного глубже и серьёзней, чем у брата и сестёр. С ранних лет девушка знала много английской, немецкой и французской поэзии. Французский язык детям в семье преподавали только носители языка.

## Смерть матери

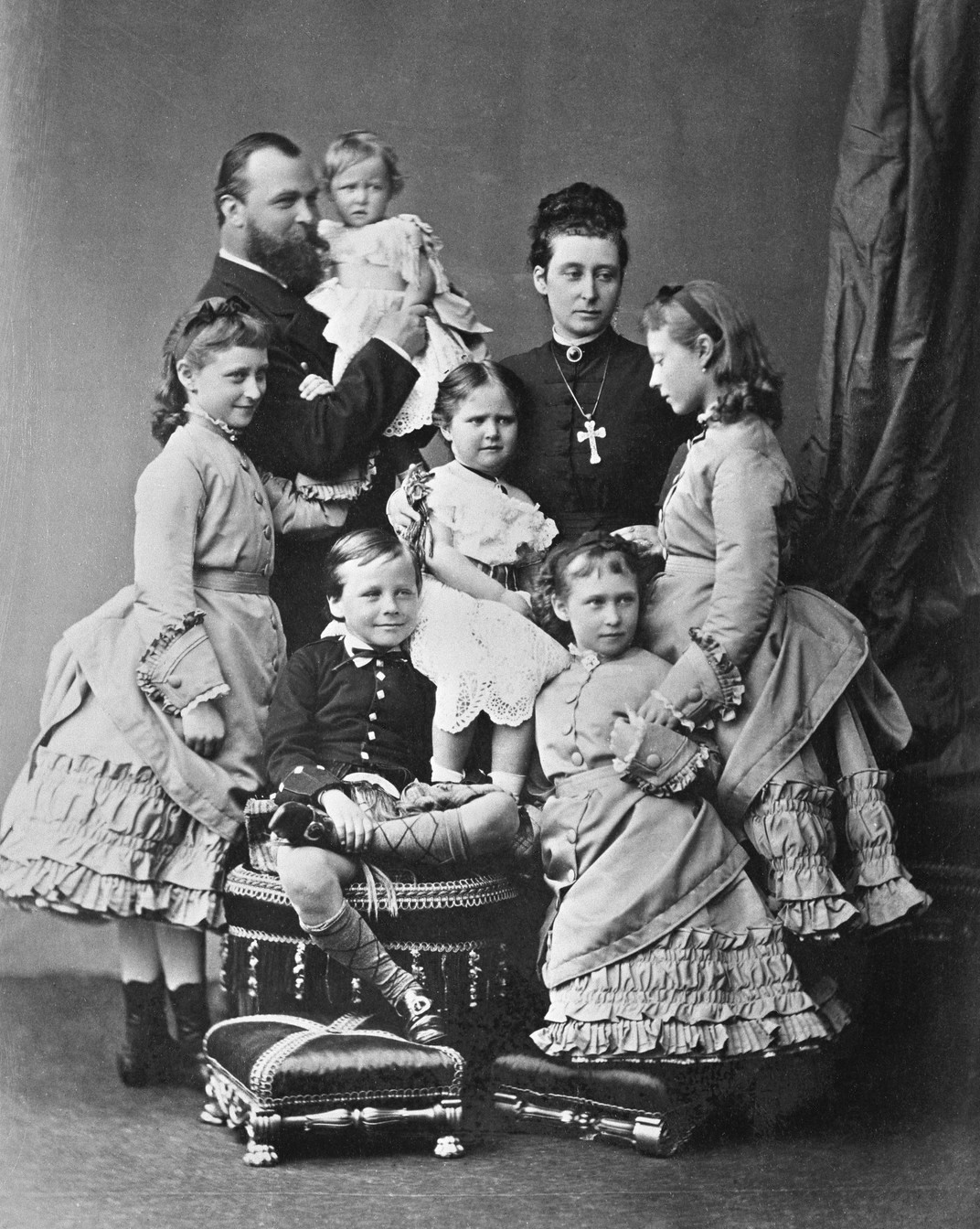
Гессенская семья в 1875 году

В начале ноября 1878 году герцогскую семью поразила эпидемия дифтерии. В семье заболели все, кроме принцессы Елизаветы, которую быстро отослали к бабушке в Англию. Первой заболела Виктория. Ранним ноябрьским утром она читала младшим сёстрам «Алису в стране чудес». У неё начало сильно болеть горло, к вечеру был вызван доктор, который незамедлительно поставил диагноз дифтерия. Следующей заболела Ирена и младшие дети. Через шесть дней после Виктории заболел отец семейства. Алиса самоотверженно ухаживала за мужем и детьми, почти не сомкнув глаз в течение всего времени. Герцогиня не переставала обмениваться письмами с матерью, сообщая ей в Балморал о состоянии внуков. 16 ноября 1878 года от дифтерии умерла самая младшая из дочерей, 4-летняя Мария. Алиса, разбитая горем, решила на время не говорить остальным детям о смерти сестры, однако в начале декабря она призналась Эрнсту Людвигу. Ребёнок сначала не поверил матери, затем разрыдался. Алиса, пожалевшая сына, нарушила правило о физическом контакте с больным и поцеловала его. Как позднее писал премьер-министр Дизраэли, это был «поцелуй смерти». В первое время после этого Алиса чувствовала себя хорошо, но накануне годовщины смерти отца она заболела и утром, 14 декабря в 8:30, ушла из жизни.
Будучи старшим ребёнком в семье, принцесса Виктория взяла на себя хозяйственные обязанности и стала следить за младшими сёстрами и братом. Позже она писала: «Смерть моей матери была невосполнимой утратой для нас…моё детство кончилось с её смертью, потому что я была самой старшей и самой ответственной…». Потрясённая горем, королева Виктория написала своей старшей гессенской внучке письмо поддержки и сочувствия: «Дражайшая Виктория, бедные дорогие дети, я пишу Вам всем — Вас постигло страшнейшее из всех бед — вы потеряли свою драгоценную, родную и преданную мать, любившую вас и посвятившую вам и вашему дорогому отцу свою жизнь! Эта ужасная болезнь забрала бедную маленькую Мэй, но вам удалось победить недуг и теперь Я постараюсь стать для вас другой Бабушкой…Бабушкой, которая примет на себя заботы Матери! Дорогие дети, ваша мама сейчас с вашим Дедушкой и крошкой Фритти и с Мэй, там, где нет страданий и слёз. Я хочу знать всё! Бедный Эрни, думаю, ему хуже всего. Пусть он и дорогой Папа возьмут себя в руки. Постарайся сделать всё возможное для дорого Отца! На всё воля Божья! Да поможет Он вам в этой тяжёлый час…».

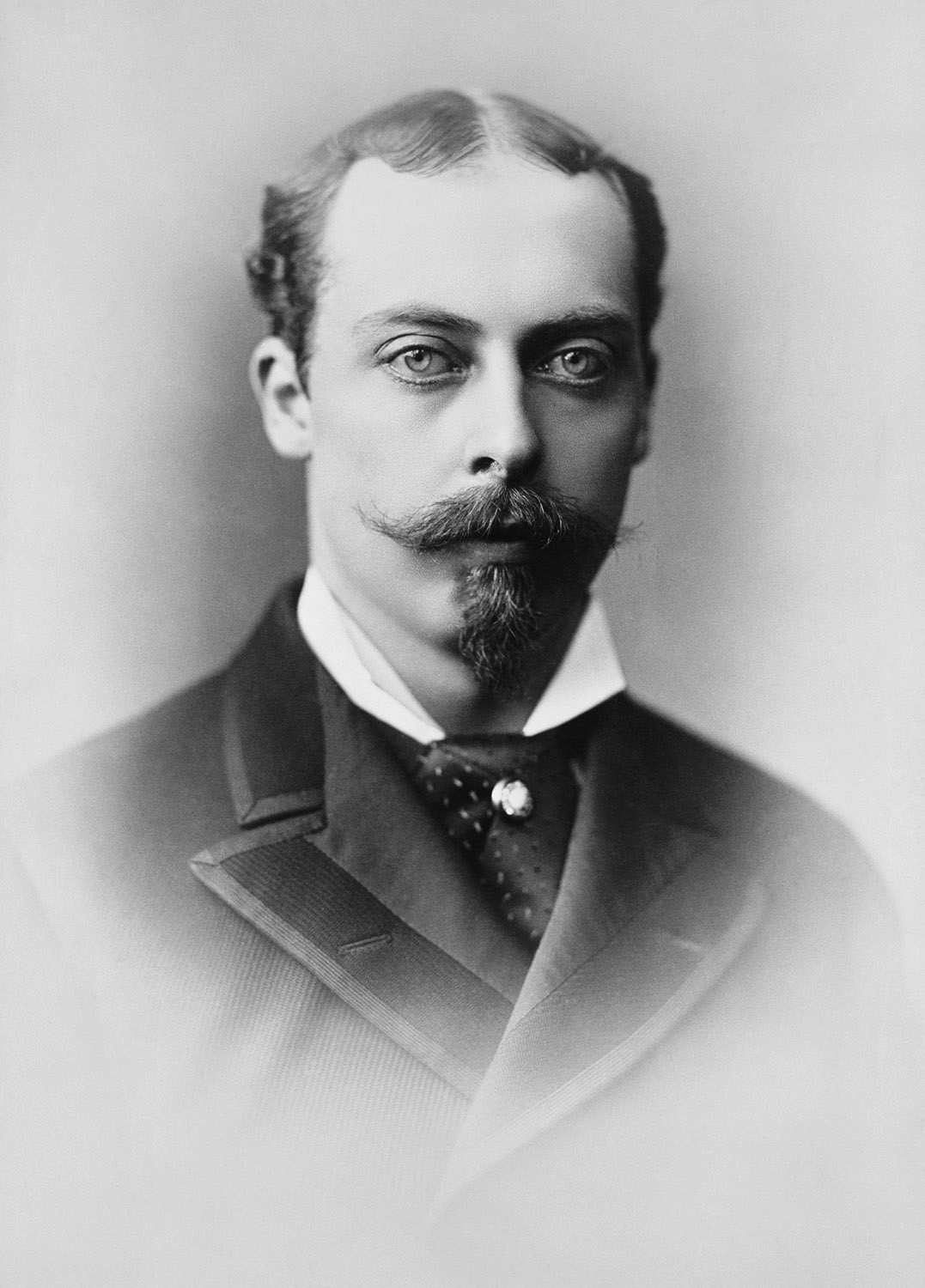
Леопольд, герцог Олбани в 1882 году.

Сразу после похорон дети выехали к бабушке в Лондон. В январе нового 1879 года гессенская родня, в сопровождении младшего сына королевы, Леопольда, вернулась домой. Дядя Леопольд, страдавший гемофилией, был тепло принят детьми. 16-летняя Виктория писала: «Он был чудесным дядей для всех нас…между нами была разница всего в 10 лет — мне 16, ему 26 — он придумывал для нас игры и следил как мы себя ведём. Он был наиболее одарённым сыном королевы и его влияние на нас в литературе и искусстве было огромным, да и отец с ним хорошо ладил».
После кончины герцогини гессенская семья всё чаще бывала в Англии. Каждое лето дядя Леопольд и его сёстры Елена и Луиза проводили несколько недель у своих племянников в Дармштадте. В то же время, старшая сестра матери, прусская кронпринцесса Виктория, редко встречалась с племянниками, но они часто виделись с её старшим сыном принцем Вильгельмом, который тогда учился в Боннском университете и летом навещал семью тётки в их поместье Вольфсгартен. Вильгельм в свои 20 лет был заядлым курильщиком и, под его влиянием, Виктория с 16 лет и до конца своих дней не оставляла этой вредной привычки. Британская королева запрещала своим детям табак, но знала о пристрастии Виктории к нему. Однажды на прогулке Виктория-старшая разрешила внучке покурить и даже сама попробовала сигарету, заключив что «запах от неё был отвратительным». Весной 1880 года Виктория прошла обряд конфирмации. На церемонии присутствовала её царственная бабушка, которая впервые посетила Гессен после смерти дочери. В конце лета этого же года Виктория вместе с сестрой Эллой путешествовала по Италии. Они посетили Рим, Флоренцию, Венецию и Милан. 12 июля 1881 года сёстры впервые присутствовали на балу в лондонской резиденции принца и принцессы Уэльских — Мальборо-хаусе. 20 сентября того же года Виктория была гостем на свадьбе шведского кронпринца Густава и баденской принцессы Виктории, с которой принцесса поддерживала близкие отношений.
К началу 1880-х годов все дочери королевы Виктории, кроме младшей Беатрисы, были замужем. Принц Уэльский предложил свою младшую сестру в жёны великому герцогу Гессенскому — вдовцу их сестры Алисы. Он считал, что его сестра идеально бы подошла на роль матери и, одновременно, заботилась бы о стареющей матери. Однако на тот момент такой брак был запрещён законом, и принц Уэльский даже пытался протолкнуть через парламент акт, который разрешал бы брак мужчины с сестрой покойной жены. Несмотря на народную поддержку акта и тот факт, что он был поддержан палатой общин, акт был отклонён палатой лордов из-за оппозиции со стороны духовников.

## Брак с принцем Людвигом
На семейных торжествах Виктория часто встречалась с принцем Людвигом Александром Баттенбергом, который приходился принцессе дальним родственником. Он принадлежал к морганатической ветви Гессенского дома, утратившей право наследования престола. Его родителями были принц Александр Гессен-Дармштадтский и княгиня Юлия фон Баттенберг. Александр Гессен-Дармштадтский в 1851 году вступил в неравный союз с графиней Юлией фон Гауке. Их брак был признан морганатическим. В 1851 году великий герцог Людвиг III Гессенский даровал невестке титул графини фон Баттенберг. В 1856 году великий герцог присвоил ей титул принцессы Баттенбергской с обращением «Ваше Светлейшее Высочество». Дети Юлии и Александра также получили титулы принцев и принцесс Баттенбергских с тем же обращением. Таким образом, род Баттенбергов приобрёл статус боковой ветви дома великих герцогов Гессенских. По отцу Людвиг был племянником российской императрицы Марии Александровны, первой супруги Александра II. Людвиг принял британское подданство и служил офицером в Королевском флоте.

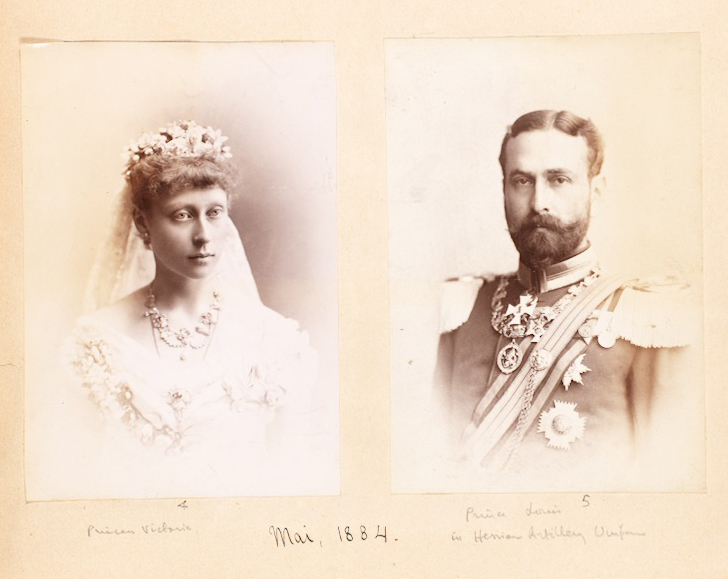
Людвиг и Виктория в день свадьбы

В июне 1883 года состоялась тайная помолвка, а 1 июля о ней объявили официально. Королева брак одобрила, уточнив, что жених и невеста «имеют схожие мысли и интересы и оба — сущие англичане с головы до ног». Свадебные торжества собрали огромное количество представителей царствующих домов со всей Европы, среди которых были королева Виктория, принц и принцесса Уэльские, кронпринц и кронпринцесса Германские, великие князья Романовы, представители Габсбургов, Вюртембергов и прочие. Событие омрачала смерть в начале марта Джона Брауна — преданного слуги британской королевы, а в конце месяца в Каннах от последствий гемофилии скончался Леопольд, герцог Олбани — младший сын королевы. Планировалось, что свадьба состоится не раньше мая, но Виктория-старшая назначила её на 30 апреля 1884 года. В этот день в Дармштадте Виктория вышла замуж за Людвига. На невесте было белое платье из хонитонского кружева, украшенное розами и миртом, длинная вуаль, тиара из бриллиантов и сапфиров и венок из флёрдоранжа и мирта, преподнесённый королевой. В сопровождении бабушки и великого князя Сергея Александровича невеста в открытой карете подъехала к месту гражданской регистрации брака, а после — в церковь для религиозной церемонии. Виктория шла к алтарю в сопровождении отца и своего будущего свёкра принца Александра. Людвиг был одет в форму морского офицера. В честь свадьбы от британской королевы ему был пожалован большой крест ордена Бани. После окончания церемонии королева поцеловала Людвига и пожала руки отцам жениха и невесты и гости отправились во дворец для свадебного ужина.
Отец Виктории не одобрял брак дочери, считая принца слишком бедным и ниже её по происхождению. После брака пара проживала в Великобритании. Виктория отличалась независимостью взглядов и мнение отца для неё не было авторитетным. В тот же день, когда Виктория сочеталась браком с Людвигом, её отец женился на простолюдинке Александрине Гуттен-Чапской, что вызвало сильное негодование среди всех королевских родственников. Брак великого герцога распался через год.

## Замужества сестёр

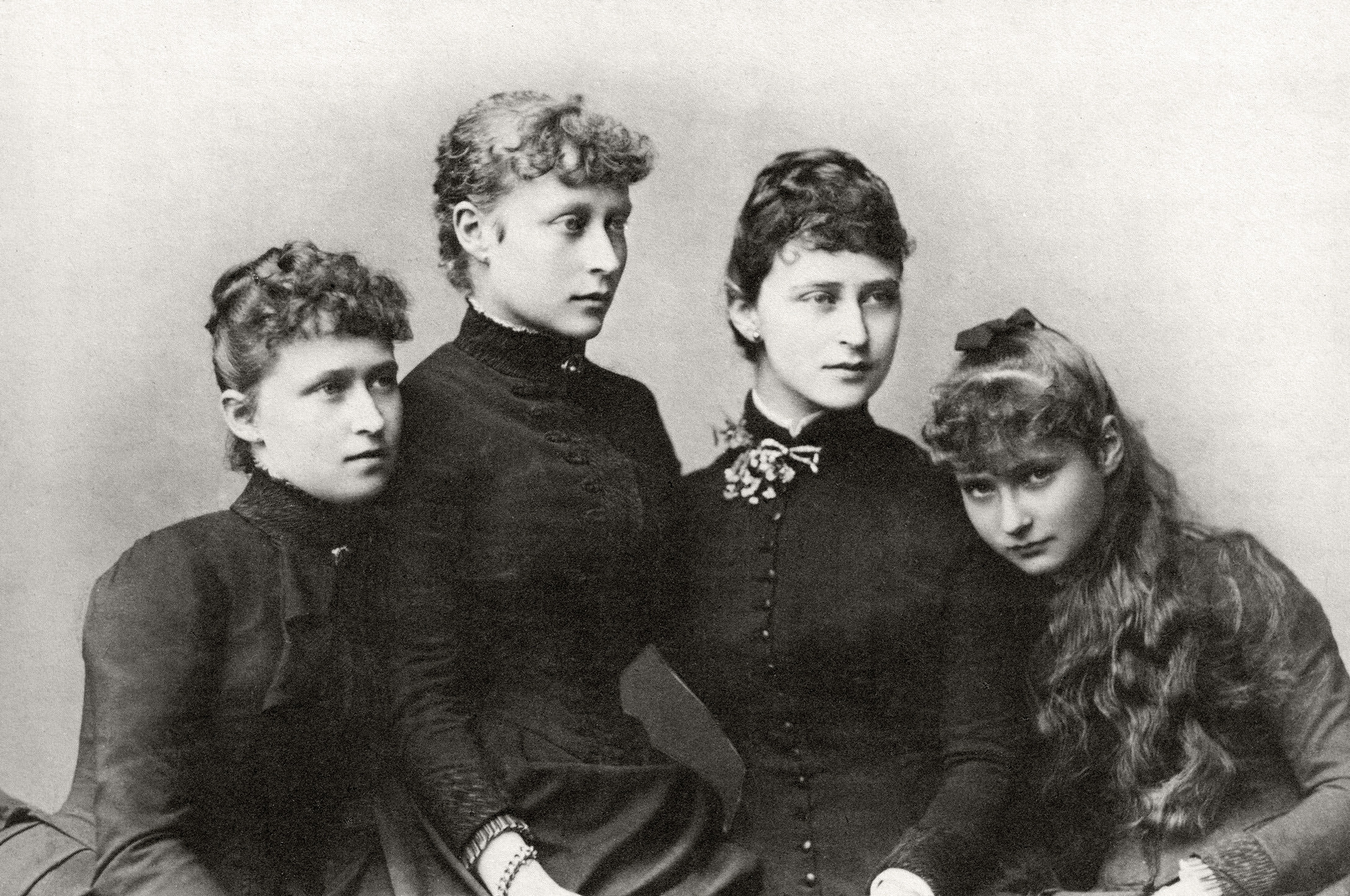
Слева направо: Ирена, Виктория, Елизавета и Алиса Гессенские. Фотография 1885 года

В России брак Людвига, племянника покойной императрицы Марии Александровны, не одобряли. Людвиг считался чуть ли не изменником, выбрав Великобританию — исторического противника России — в качестве дома и места службы. Подобно тому, как Романовы отнеслись к этому браку, королева Виктория была крайне недовольна выбором жениха Эллы. Им оказался великий князь Сергей Александрович, брат императора Александра III. Королева писала своей старшей гессенской внучке: «Никому не советую выбирать русского». В итоге бабушка уступила, и свадьба была назначена на лето 1884 года. Вся гессенская родня впервые отправилась в Санкт-Петербург. Виктория в письмах к бабушке сообщала подробности свадьбы сестры, описывала роскошь императорских резиденций и архитектуру улиц столицы.
Виктория Баттенберг была обеспокоена проблемами в собственной семье. Немалую тревогу внушал отец, который в марте 1885 года похоронил свою мать Елизавету Прусскую. Виктория сильно тосковала по сестре, которая теперь жила в России. Были напряжёнными отношения и с германской роднёй. Яблоком раздора стала помолвка принцессы Беатрисы и младшего отпрыска семьи Баттенбергов принца Генриха, брата Людвига. Императорский двор считал унизительным, чтобы родственником Гогенцоллернов стал мелкий немецкий дворянин, рождённый в неравном браке. Наиболее критично о браке отзывалась императрица Августа, кронпринц Фридрих и его старший сын Вильгельм. Британская королева встала на защиту Генриха и в письмах к внуку Вильгельму сокрушалась, называя поведение родственников «высокомерным, глупым и жестоким». В итоге, брачная церемония состоялась 23 июля 1885 года в церкви Святой Милдред близ резиденции Осборн-хаус на острове Уайт. Чтобы поднять статус Генриха в глазах родственников, королева предоставила ему титул «Королевского Высочества» и сделала рыцарем ордена Подвязки.

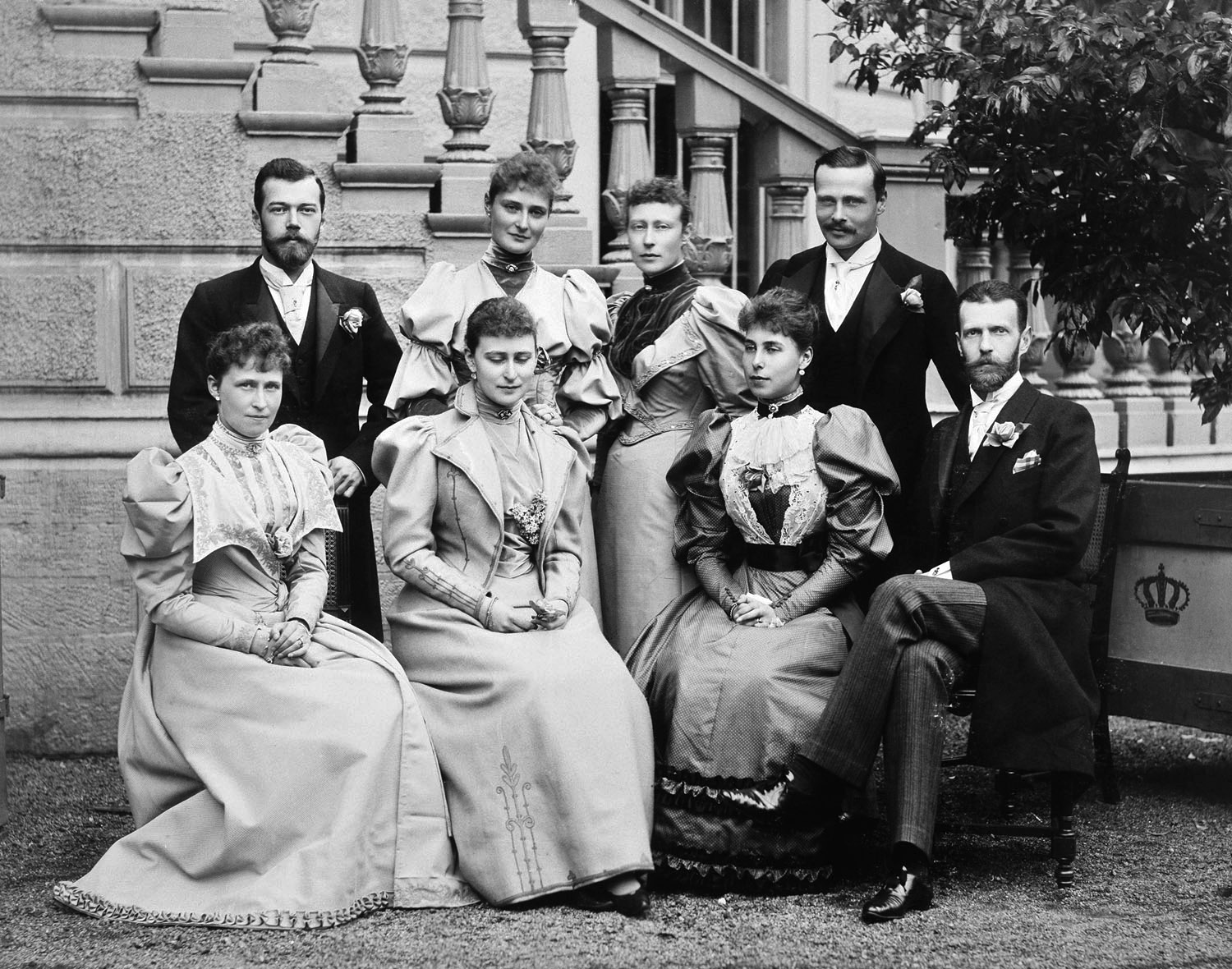
Слева направо стоят: цесаревич Николай, Алиса, Виктория, Эрнст Людвиг; сидят: Ирена, Елизавета, Виктория Мелита (жена Эрнста Людвига) и великий князь Сергей. Фотография апреля 1894 года

После свадьбы Эллы взор королевы обратился на младшую, Ирену. Королева всё больше полагалась на Викторию в плане выбора подходящих кандидатов для младших сестёр и брата. В 1886 году Ирена влюбилась в своего кузена Генриха Прусского. Бабушка категорически была против этого союза, считая своего прусского внука «слабохарактерным и хилым». Она взяла с Ирены слово, что брака с Генрихом не будет. Однако позже было объявлено о помолвке между кузенами. Королева узнала об этом из письма Виктории и была опечалена и недовольна: «Как я могу после этого ей доверять? Скрытность происходящего ранит меня глубоко». В это же время Виктория Баттенберг заболела тифом. Несмотря на высокий риск заражения, Людвиг не отходил от супруги: «Он был лучшей сиделкой…во время болезни я поняла, как он ко мне добр».
Наибольшее беспокойство у старой королевы вызывали планы относительно её младшей гессенской внучки, Алисы. Она была любимой внучкой Виктории, и та считала, что лучшей партией для неё будет принц Эдди, старший сын принца Уэльского и прямой наследник британского престола. Однако Аликс не приняла предложение. Младшая внучка королевы была влюблена в наследника российского престола Николая, старшего сына императора Александра III. Королева Великобритании категорически была против союза и нашла в этом поддержку старшей внучки Виктории, которая не желала отпускать ещё одну сестру в Россию. Семья разделилась по поводу дальнейшей судьбы Аликс. С одной стороны королева и супруги Баттенберг, с другой — Элла с отцом, которые поддерживали союз. В 1890 году королева писала Виктории Баттенберг: «Потрудись сообщить Элле, что разрешения на брак Аликс в Россию не будет, пора с этим кончать». В 1893 году на свадьбе герцога Йоркского королева лично познакомилась с русским цесаревичем, он ей понравился и она решила уступить любимой внучке. 8 апреля 1894 года было объявлено об их помолвке.

## Рождение детей и жизнь на Мальте

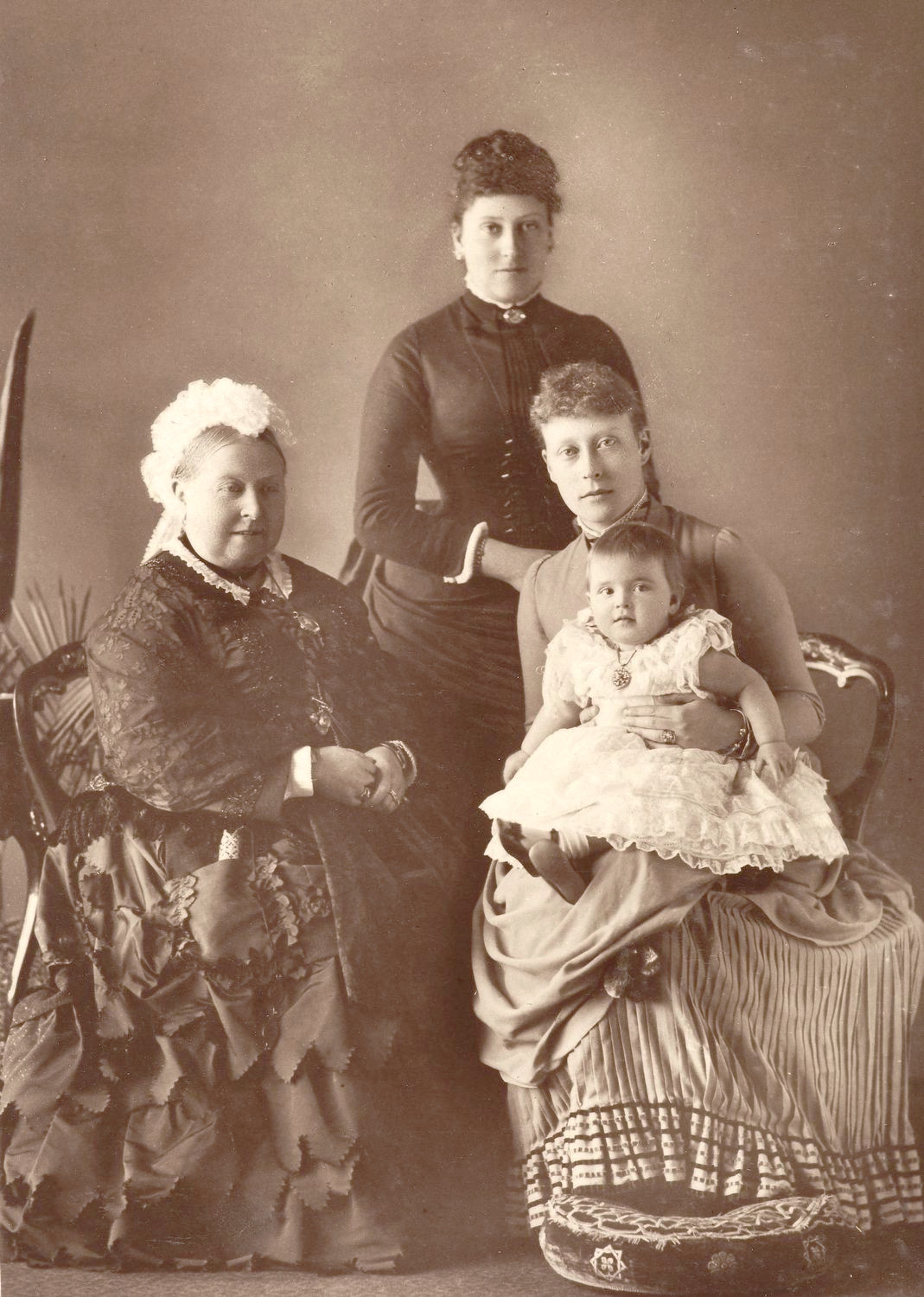
Королева Виктория вместе с дочерью Беатрисой (стоит сзади), внучкой Викторией Гессен-Дармштадтской и правнучкой Алисой. Фотография середины 1880-х годов

По возвращении со свадьбы Эллы Виктория поняла, что ожидает первенца. Супруги проживали в небольшом поместье Сенникотс в городе Чичестер. Королева настояла, что бы внучка рожала в Виндзорском за́мке, в тех же покоях, в которых родила её Алиса. В начале февраля 1885 года супруги переехали в покои Виндзора. Ранним утром 24 февраля королева зашла в покои внучки, и обнаружила её «страдавшей от боли». На следующее утро Виктория родила девочку, «маленькую, худую и бледную», как выразилась королева. Людвиг находился подле жены, «всецело её поддерживая и оберегая». Правнучка Виктории-старшей получила имя Алиса в честь покойной герцогини; королева также была одной из её крёстных. Девочка с рождения была глухой. Сначала мать полагала, что у неё задержки в развитии, она плохо произносила слова. Первой глухоту предположила старая придворная дама и Виктория обратилась к немецким врачам, которые поставили диагноз «врождённая глухота». Британские доктора подтвердили диагноз: глухота была вызвана уплотнением евстахиевой трубы и исправить недуг было невозможно. Однако девочка научилась читать по губам и знала английский, немецкий, французский и греческий языки.
13 июля 1889 года Виктория родила здоровую дочь, названную Луизой. В семье её называли «Креветка». Девочка появилась на свет на две недели раньше срока. Виктория полагала, что преждевременные роды были вызваны ездой по ухабистой дороге из Фельсберга в Дармштадт. Королева Виктория, как писала её гессенская внучка, имела предубеждения в отношении немецких врачей после того, как её старший внук Вильгельм родился с больной левой рукой. Она выслала в Дармштадт доктора Чампни и акушерку миссис Патерсон, однако роды всё же приняли немецкие врачи. Луизу крестили 9 августа. В 1892 году в Дармштадте родился третий ребёнок и первый сын — Джордж (или Георг). Мальчик получил имена «Георг» (в честь двоюродного дяди Георга, герцога Йоркского); «Луис» или «Людвиг» (в честь деда великого герцога Гессенского); «Виктор» (в честь двоюродной бабки германской императрицы Виктории); «Генри» (в честь дядей Генри Баттенберга и Генриха Прусского) и «Серж» (в честь дяди великого князя Сергея Александровича). В семье его называли «Джорджи». В этом же году, 13 марта, в возрасте 54 лет от инсульта скончался отец Виктории великий герцог Людвиг IV. Виктория позже отзывалась об отце, как «об одном из самых добрых и справедливых людей, которых я встречала в жизни…Траур по нему был искренним и всеобщим…Он был всецело либеральным правителем, не одобрял политику Бисмарка и понимал свой народ как никто другой».
В период, когда принц Людвиг служил на Средиземном море с октября 1894 по май 1897 года, Виктория провела много месяцев вместе с ним на Мальте. Вместе с супругом они любили рисовать. Виктория чаще изображала цветы и чертила карты. Бывая в Италии в этот период, супруги неизменно посещали выставки и галереи, все музеи, которые встречались на их пути. Благодаря обширным знаниям, принцесса Баттенберг считалась в семье неплохим гидом. В Венеции она приобрела картину, изображающую Мадонну с младенцем кисти Сассоферрато за 500 франков, которую подарила брату Эрни. Принцесса интересовалась наукой, изучала геологическое строение Мальты, читала книги по философии. Зимой 1892—1893 годов она выслушала курс лекций по геологии в Лондоне. От отца принцесса унаследовала любовь к археологии. Великий герцог был членом Гессенского археологического общества многие годы. Навещая Эллу в России, Людвиг IV с Викторией исследовали несколько древних курганов, где обнаружили горшки, браслеты, конские атрибуты, ожерелья. Часть этих вещей были подарены Сергеем Александровичем своим родственникам и позже переданы ими в один из гессенских музеев. Виктория участвовала в нескольких раскопках на Мальте, в том числе руин древнего монастыря. Прежде чем покинуть остров, она составила его подробную геологическую карту и эта информация до сих пор является полезной для учёных. Она изучила археологию, историю, ботанику и климатические особенности Мальты. Виктория помогала своему супругу в написании его первой книги «Men-of-War Names», посвящённой именованию морских судов. В ней содержалась информация по мифологии, истории, археологии и антропологии. Труд вышел в 1897 году и был высоко оценён в научном сообществе. Вернувшись обратно в Англию, супруги взяли в аренду небольшой дом на Экклстон-сквер в лондонском районе Пимлико, где в основном жил средний класс. На вопрос принца Уэльского, почему они выбрали это место, Виктория ответила: «Здесь живёт много пианистов».

## Коронация сестры

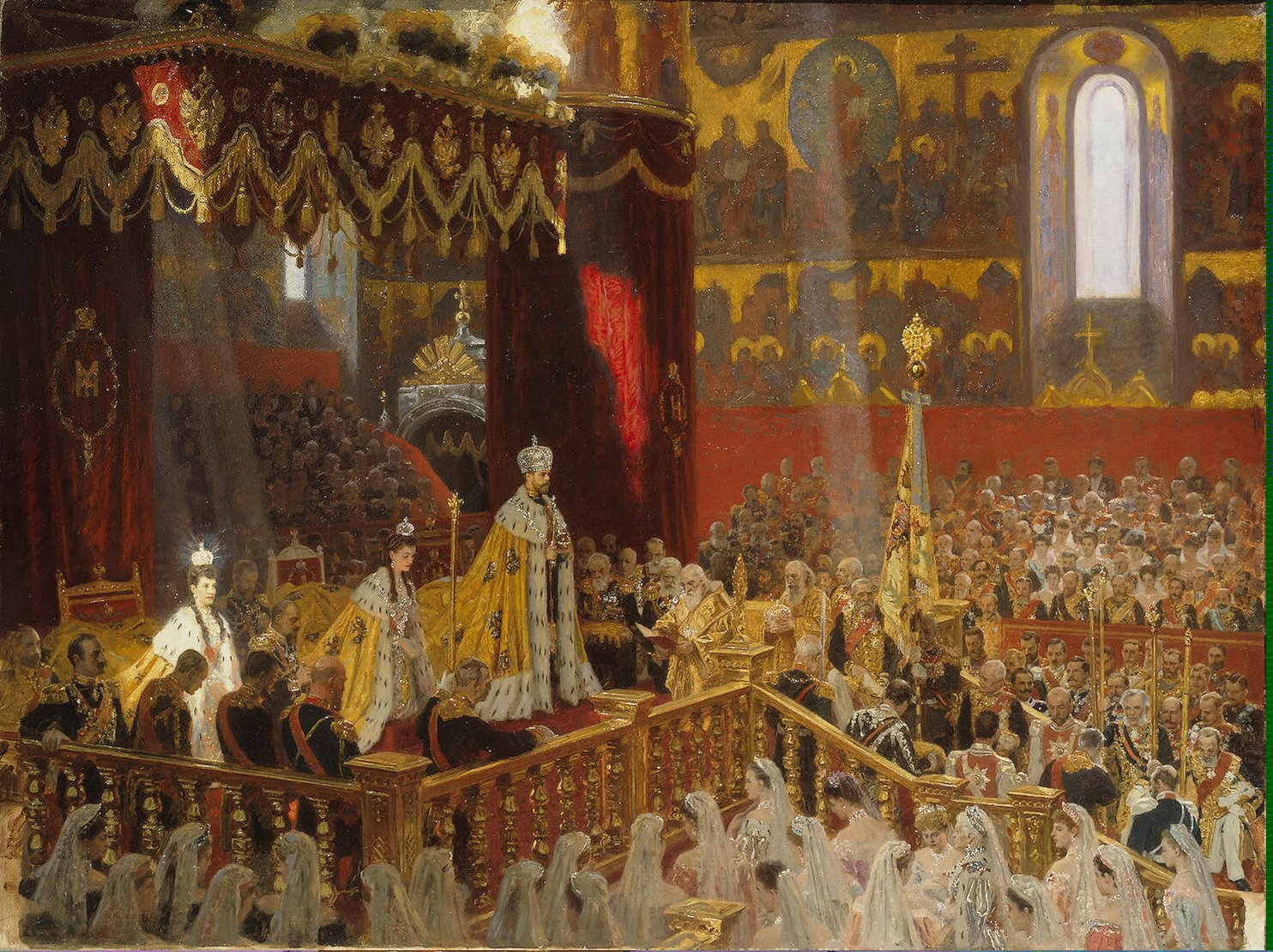
Коронация императора Николая II и императрицы Александры Фёдоровны. Лауриц Туксен, 1898 год, Государственный Эрмитаж, Санкт-Петербург

В 1896 году проходила коронация императора Николая II и императрицы Александры Фёдоровны в Москве. Церемония восшествия на российский престол была назначена на 14 (26) мая. Баттенберги приехали в Москву в начале мая и жили у сестры Эллы. Новый царь, известный в семье как Ники, тепло относился к родственникам жены и старые обиды Романовых на Людвига ушли в прошлое. Вечером после коронации принцесса написала письмо к бабушке: «Дорогая Бабушка! Торжественный день подошёл к концу, всё было великолепно и незабываемо…Огромная корона Ники весила девять фунтов и давила на шрам, оставленный на его голове после нападения в Японии, вследствие чего он испытывал боль… Приняв корону, он возложил её на голову, после чего Аликс встала перед ним на колени. Сняв с себя корону, он приложил её ко лбу жены и вновь надел на голову. Было так приятно видеть, как Ники возложил на Аликс малую корону с такой нежностью…».
Викторию не покидали сомнения и страхи за младшую сестру, которая теперь стала императрицей. В день официального въезда царской четы в Москву, 9 мая, в Московском Кремле, где жили Сергей с Эллой, вспыхнул пожар. Пламя охватило частную часовню и перешло на личные покои семьи. Вещи Баттенбергов были спасены в последний момент. В своих воспоминаниях Виктория подробно описала давку на Ходынском поле 30 мая: «Возможно, наиболее обсуждаемым событием тех коронационных дней стала страшная катастрофа, которая унесла более 1300 жизней и бросила тень на всё великолепное торжество… Всё то утро мы наблюдали, как телеги с убитыми и ранеными проезжали мимо губернаторского дома…». Ирена, беременная вторым ребёнком, на торжествах не присутствовала. После майских событий супруги ненадолго задержались в России. Три сестры с мужьями наслаждались отдыхом: гуляли, рыбачили, плавали и катались на лодке. Людвиг имел несколько бесед с царём, направленных на сближение двух стран. С позволения королевы и премьер-министра лорда Солсбери Людвиг встречался с министром иностранных дел князем Лобановым-Ростовским, обсуждая с ним вопросы сглаживания острых углов между двумя империями. И королева, и премьер-министр остались довольны Людвигом. В своих мемуарах принцесса Виктория считала, что «если бы не обстоятельства, то Ники мог бы стать выдающимся конституционным монархом, поскольку он не был одержим своим высоким положением и никоим образом не ограничен в своих взглядах. Если бы можно было сварить Ники и Вилли [германский император Вильгельм II] в одном котле, из этого получился бы идеальный русский император. Доминирующая в сознании Николая личность его отца подавила любые проявления прогрессирующих идей». Виктория была одной из крёстных второй дочери императорской четы великой княжны Татьяны.

## Последние годы королевы Виктории

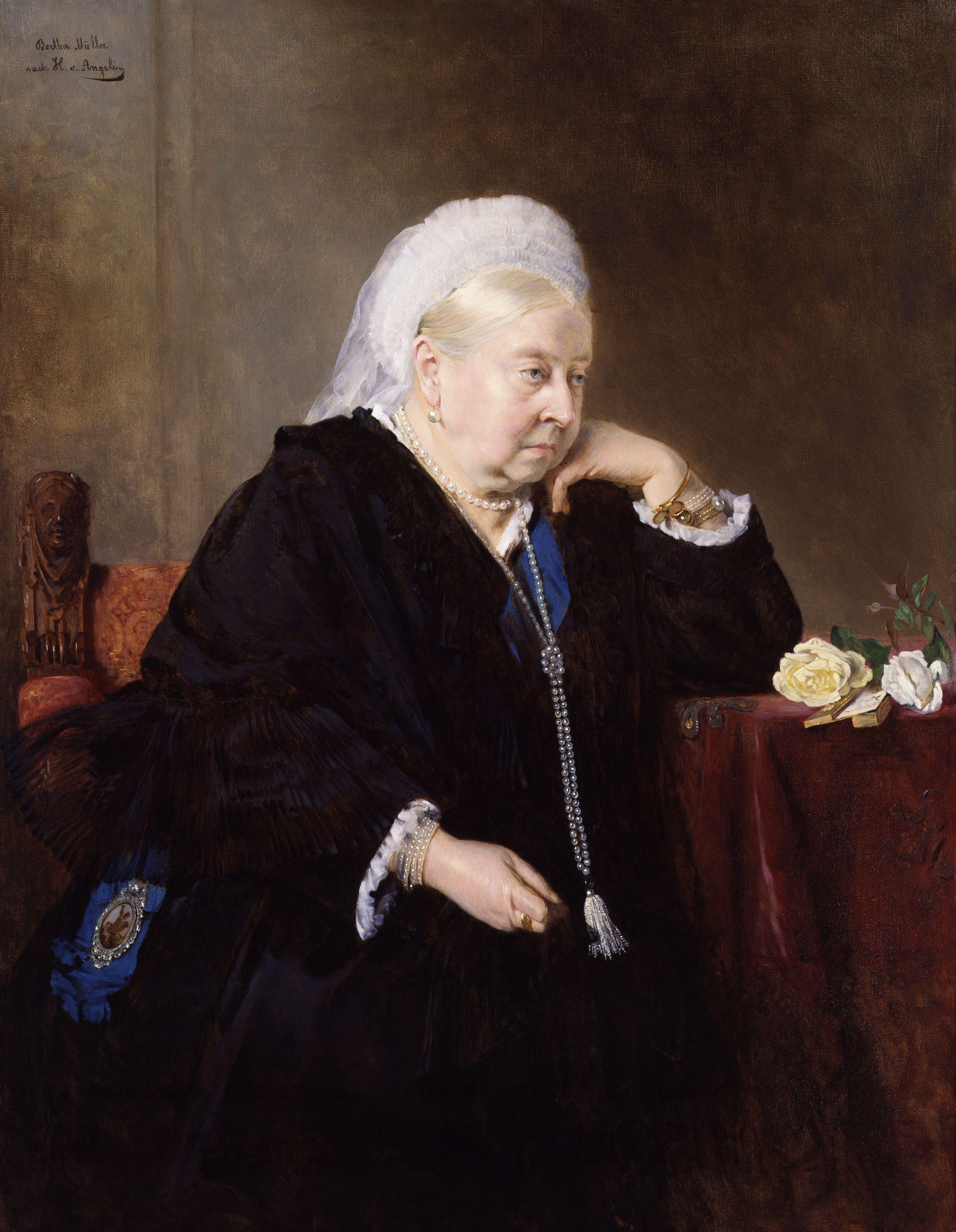
Королева Виктория в возрасте 80 лет. Генрих фон Ангели, 1900 год, Национальная портретная галерея, Лондон

В последние годы жизни королевы Виктория Баттенберг всё чаще бывала в Букингемском дворце. У неё были личные ключи и через сады за дворцом принцесса могла в любое время попасть внутрь. На праздники семья неизменно собиралась в Сандрингеме или Балморале; Рождество обычно проходило в любимой резиденции королевы и её покойного мужа — Осборн-хаусе на острове Уайт.
Виктория была активно вовлечена в образование своих подрастающих детей, которые унаследовали любовь матери к книгам. Мать внушала им новые идеи, прививала искусство доказывать свою точку зрения и вступать в споры. Внучка королевы лично встречалась с профессорами из Кембриджа и обсуждала с ними вопросы археологии. Виктория не любила кинематограф, считая «ужасным недостатком первых фильмов постоянное мерцание кадров, от чего глаза сильно утомлялись». Свой первый фильм принцесса посмотрела в 1896 году в Балморале, когда королеву посетила российская императорская чета вместе с первенцем Ольгой. Людвига подолгу не было дома. Он занимался инспектированием фортов, посещал фабрики, военно-морские и сухопутные базы страны; состоял в семи военных комитетах. Принц Баттенберг несколько раз ездил в Германию и Россию, где изучал нарастающий военно-морской потенциал двух империй. Его работу высоко оценили в Британском адмиралтействе и в июне 1899 года он был назначен заместителем директора управления военно-морской разведкой, а через три с половиной года возглавил ведомство.
Летом 1897 года проходили торжества в честь бриллиантового юбилея восшествия на престол королевы Виктории. Баттенберги по указанию Виктории на время празднования переехали в Кенсингтонский дворец, где жили вместе с Луизой, четвёртой дочерью королевы. 21 июня родственники собрались в Букингемском дворце, где ожидали выход монархини. Далее королева и родственники последовали в собор Святого Павла. Людвиг был на коне, Виктория ехала в карете. Алиса, Луиза и Георг сели в другой экипаж вместе с потомством принцессы Беатрисы под присмотром герцогини Баклю. Через несколько дней семья присутствовала на юбилейном королевском приёме в садах Букингемского дворца. В это же время в семье появилась новая гувернантка детей Нона Керр, которая позже стала близким другом семьи и служила фрейлиной Виктории на протяжении 19 лет. Нона была внучкой 6-го маркиза Лотиана и младшей сестрой Марка Керра, ближайшего друга Людвига по службе. Супруги платили ей 210 фунтов в год.
В конце 1899 года Виктория поняла, что снова беременна. Рождество и Новый год супруги встретили в Сандрингеме — любимой резиденции принца и принцессы Уэльских. 25 июня 1900 года Виктория родила своего последнего ребёнка — принца Альберта Виктора Николаса Луиса Френсиса. В семье был известен как «Дики». Мальчик родился крупным, более 8 фунтов весом. Королева выступила восприемницей мальчика и, как позже оказалось, Луис был последним её правнуком, который родился при жизни Виктории. Церемония прошла во Фрогмор-хаусе, в комнатах, в которых много лет назад жила мать королевы герцогиня Кентская. За последние годы королева сильно сдала: у неё развилась хромота из-за ревматизма и ухудшилось зрение вследствие катаракты, однако она сумела удержать ребёнка на руках в течение всей церемонии. «Чудесный крупный малыш вёл себя хорошо», заметила она. На начало 1901 года Баттенберги арендовали новый дом на улице Ханс Кресент, дом № 4 возле универмага «Harrods». Дочери посещали гимназию на Слоан-стрит, а Джорджи брал уроки в школе мистера Моретона на Итон-сквер. 11 января семья приехала в Осборн-хаус, где находилась королева Виктория и многочисленные родственники, включая германского императора Вильгельма II. 22 января британская королева скончалась в возрасте 81 года. В своём дневнике принцесса писала: «Вы [королева Виктория] действительно были нам всем Матерью с того самого времени, как умерла Мама…особенно для меня…с того времени я поняла кого потеряла — вторую Маму и преданного друга».

## Предвоенное время

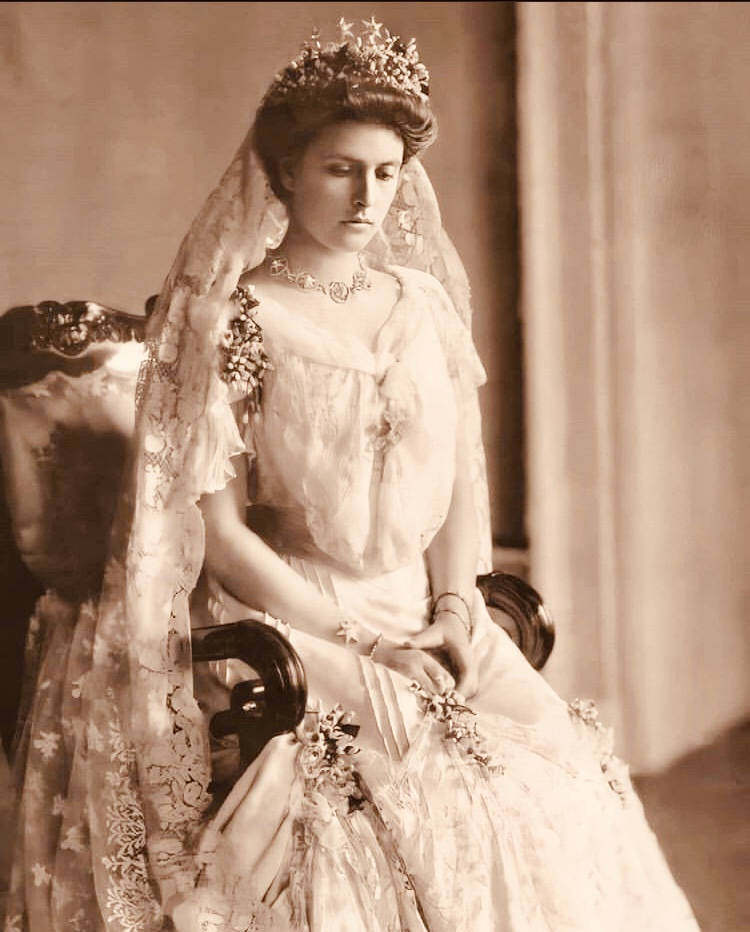
Алиса Баттенберг в день свадьбы

С восшествием на престол Эдуарда VII (в семье его называли «дядя Берти»), Виктория с Людвигом реже бывали при дворе и не вошли в родственный круг общения нового короля. От своей бабушки Виктория унаследовала некоторую сумму денег. В 1901 году старшая дочь Баттенбергов Алиса впервые встретила греческого принца Андрея, четвёртого сына короля Греции Георга I и великой княжны Ольги Константиновны. Андрей приходился племянником королеве Александре, супруге Эдуарда VII. В 1902 году состоялось обручение, одобренное британским монархом. Гражданская церемония брака прошла 6 октября 1903 года Дармштадте. На следующий день были проведены две религиозные церемонии, одна лютеранская, другая православная в церкви Святой Марии Магдалины. После брака Алиса приняла титул «Её Королевское Высочество принцесса Греческая и Датская». На свадебных торжествах присутствовали многие потомки королевы Виктории и короля Кристиана IX Датского — деда принца Андрея, прозванного «тестем Европы».
В конце 1901 года разразился семейный кризис внутри гессенской семьи. Было объявлено о разводе великого герцога Эрнста Людвига, единственного брата Виктории, с его женой Викторией Мелитой Эдинбургской. И Эрнст, и Виктория Мелита были внуками королевы и пока та была жива, о разводе не могло быть и речи. 21 декабря 1901 года верховный суд Гессена принял решение о разводе герцогской четы. У супругов была единственная дочь Елизавета (род. 1895). 15 ноября 1903 года она неожиданного скончалась от тифа во время встречи с царской семьёй в Скерневице. Виктория немедленно выехала в Дармштадт, где оказывала поддержку Эрни: «Мой бедный брат пришёл в себя и смирился с горем. Утрату легче переносить, когда в памяти остаются только счастливые моменты, отсеивая скорбные мысли. Боль разлуки никогда не покинет его, но со временем станет легче». Следующая печальная новость пришла от сестры Эллы. В феврале 1905 года её муж Сергей Александрович погиб от бомбы, брошенной революционером Иваном Каляевым. Виктория присутствовала вместе с братом Эрни на похоронах великого князя. Элла, как заметила её сестра, была «глубоко печальна…ушла её детская радость и жизнелюбие». В своих воспоминаниях Виктория утверждала, что слухи о желании Елизаветы помиловать революционера и спасти от повешения, были ложью. «Я не имею ничего общего с земным правосудием. Я думаю только о его душе, но не о теле» — говорила Элла своей сестре. Летом 1906 года Виктория в сопровождении фрейлины Ноны Керр приезжала к сестре в подмосковное имение Ильинское. В августе принцесса Баттенберг встретилась с царской семьёй. В Кронштадте Ники, Аликс и Виктория проинспектировали два военных корабля, участвующих в русско-японской войне (февраль 1904 — сентябрь 1905), «Цесаревич» и «Богатырь», а также избежавший конфликта броненосец «Слава».
В апреле 1905 года Виктория присутствовала в Афинах на открытии Археологического конгресса, где выслушала ряд лекций. В это же время у супругов Баттенберг появилась первая внучка, названная Маргаритой, и Виктория вместе с королём Георгом I стали её крёстными родителями. Девочка также была первой из многочисленных праправнуков королевы Виктории. Во время пребывания в Греции принцесса Баттенберг в сопровождении греческого короля осмотрела древний город Элефсис, а вместе с принцем Андреем она изучала геологические окаменелости поселения Пикерми. К тому времени Джорджи стал морским кадетом, унаследовав любовь к морю от отца. Виктория была рада за брата, который обрёл личное счастье во втором браке с Элеонорой, принцессой из семьи Сольмсов. В семье её называли «Онор». У них родилось двое сыновей, Георг Донаус (род. 1906; по-домашнему «Дон») и Людвиг (род. 1908; по-домашнему «Лу»). После смерти королевы Виктории новогодние праздники чаще всего Баттенберги проводили в кругу своих гессенских родственников в Вольфсгартене или собственном поместье Хилингенберг. В семье, благодаря младшему сыну Дики, появились новые животные: собака по кличке «Скемп» (подарок тётки Луизы, герцогини Аргайл), ягнёнок «Милли» и белая крыса. Где бы не бывала Виктория, её багаж всегда был наполнен книгами. Прочитанные тома вносились в специальный блокнот «Прочитанные мною книги» (англ. «Books I have read»). Так, например, в период с мая по июль 1903 года она успела ознакомиться с 21 книгой, среди которых сочинения Анатоля Франса, Сидни Ли, Эрнеста Белфорта Бакса и Гилберта Уайта. Виктория боготворила Бернарда Шоу и в январе 1907 года присутствовала на постановке его пьесы «Врач перед дилеммой». В 1909 году принцесса с младшим сыном поселили выставку дирижаблей и аэропланов во Франкфурте-на Майне. В Дармштадте великий герцог Эрни организовал путешествие на цеппелине «Виктория Луиза» для всей семьи.

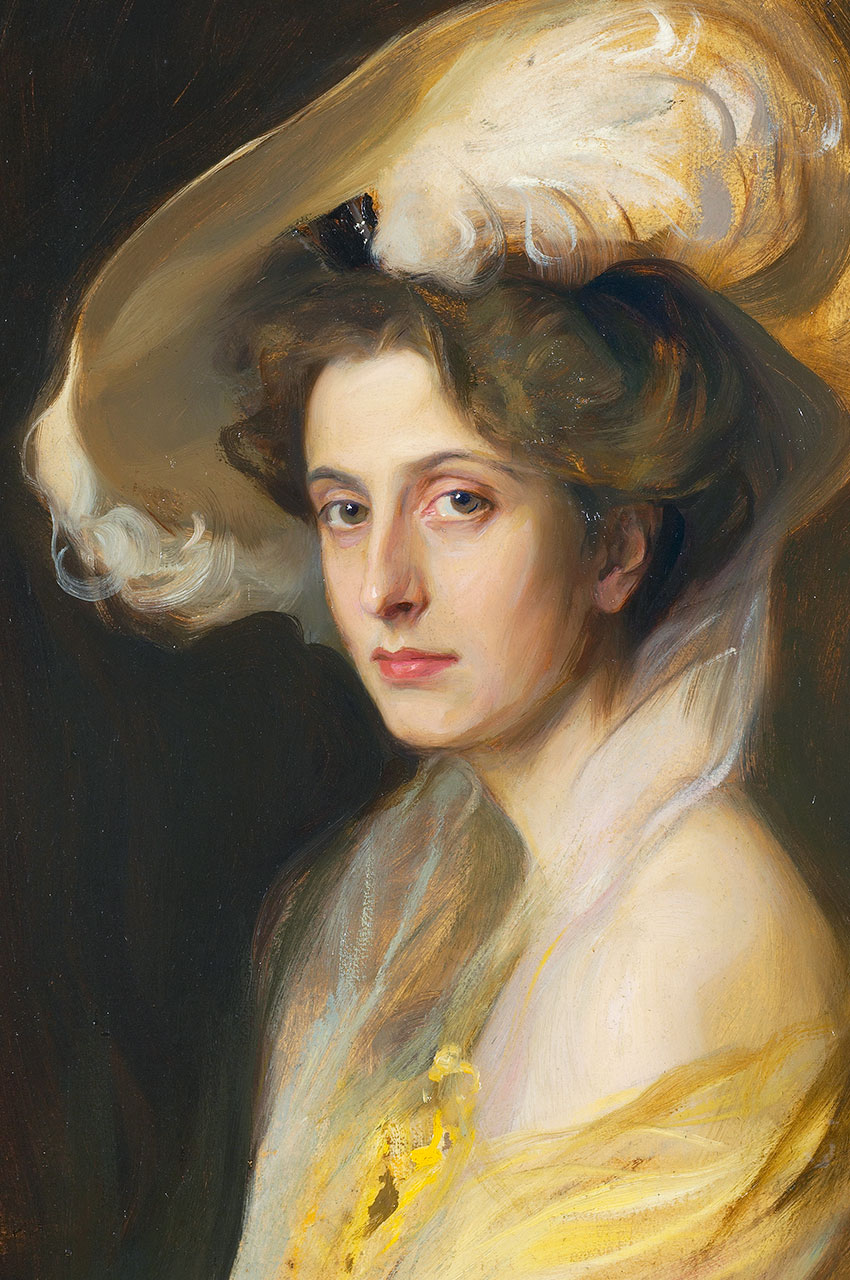
Луиза Баттенберг. Филип де Ласло, ок. 1907, коллекция шведской королевской семьи

К 1908 году младшая дочь Баттенбергов Луиза достигла 18-летнего возраста. Девушка не считалась красавицей как сестра: вытянутое лицо, длинный нос, широкий рот с выпирающими вперёд зубами, худая фигура. Вместе с тем, у Луизы были большие выразительные глаза тёмного цвета. По натуре она была чуткой, интеллигентной, доброжелательной, не терпела глупых людей в своём окружении. Императрица Александра однажды сказала, что у её племянницы «жертвенная сущность». Король Эдуард VII решил, что хорошей партией для неё станет португальский король Мануэл II, однако девушка была против и официально отказала ему. Дядя Берти был недоволен поведением внучатой племянницы и призвал супругов склонить Луизу в правильную сторону, однако родители были на стороне дочери. В мае 1910 года вся семья присутствовала на похоронах короля Эдуарда.

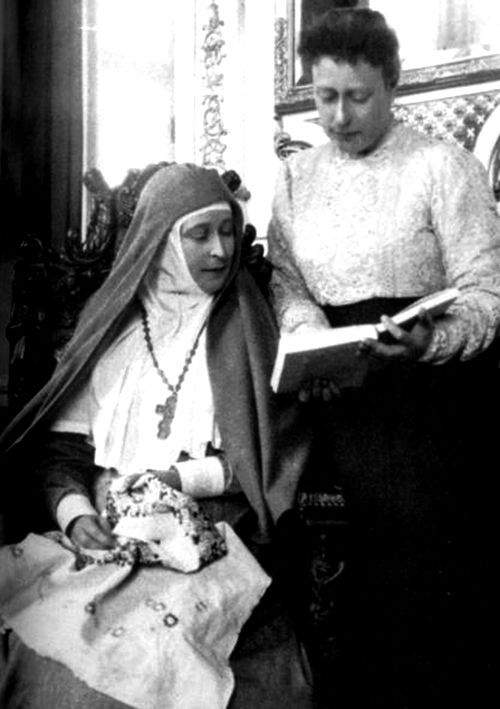
Великая княгиня Елизавета Фёдоровна в одеждах сестры Марфо-Мариинской обители с сестрой Викторией. Фотография 1910-х годов

Перед войной Виктория чаще всего виделась с Иреной и её детьми, чем с братом и сёстрами в России. В июне 1908 года принцесса Баттенберг вместе с Луизой, Дики, Алисой, Андреем и фрейлиной Ноной присутствовала в Москве на закладке первого камня Марфо-Мариинской обители. Женский монастырь был основан Эллой на средства от продажи своей ювелирной коллекции. Она и стала его настоятельницей. Во время этого путешествия в Москву гости успели осмотреть многие музеи и галереи, в частности, коллекцию памятников российской истории, собранную П. И. Щукиным. В 1912 году Виктория приехала снова и была поражена какой скромный образ жизни теперь вела Элла. В августе Виктория посетила императорскую семью в Петергофе. Виктория знала о гемофилии цесаревича Алексея и влиянии Григория Распутина на императрицу. Вся гессенская семья царицы, включая великую княгиню Эллу, были против него, однако повлиять на Аликс не смогли. Когда в декабре 1916 года Распутин был убит, Виктория записала в дневнике: «Я очень надеюсь, что новости касательно убийства Распутина правда, хотя, вероятно, бедная Аликс тяжело перенесёт потерю. Сколько вреда он принёс ей. Я опасаюсь, что простой народ ненавидит её именно из-за этого гнусного человека и множества других людей, желающих ей падения».
В декабре 1912 году Людвиг занял пост первого морского лорда. Во время балканских войн (1912—1913) принц Андрей, зять Виктории, служил на фронте, оставив Алису с тремя дочерьми. Нона Керр вызвалась помочь Алисе и приехала в Грецию. Виктория с благодарностью писала ей: «Ты мой спаситель! Для меня это такое облегчение, если рядом с Алисой будет верный друг и помощник». Дики, по примеру отца и старшего брата, выбрал морскую службу. Среди других его увлечений была фотография, лошадиные скачки, в шесть лет он читал по-английски и по-немецки, и Виктория лично преподавала ему до десяти лет, пока мальчика не определили в школу. Виктория не переставала обмениваться посланиями с сыном, где сообщала о семейных делах и давала советы, например, в написании писем, адресованных новому королю Георгу V. В мае 1913 года Дики поступил кадетом в Королевский морской колледж на острове Уайт.

## Первая мировая война

### Отставка мужа и новое имя

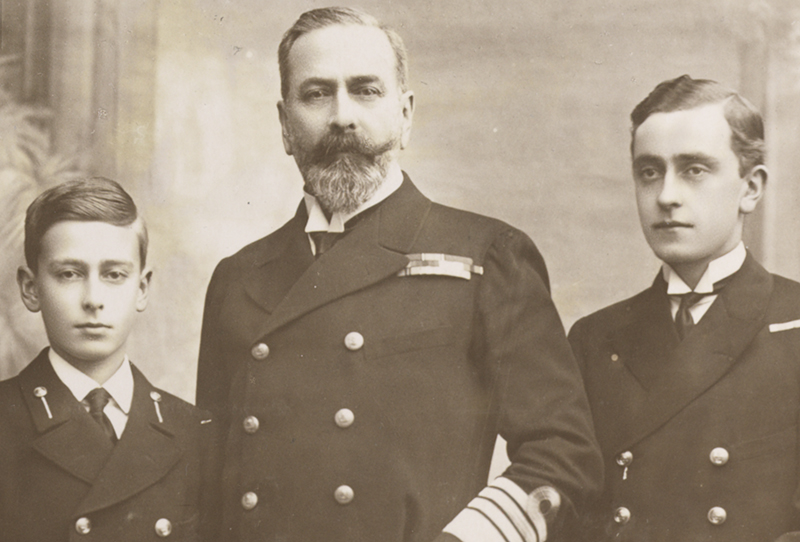
Принц Людвиг с сыновьями Дики (слева) и Джорджи. Фотография ок. 1914 года

Перед самым началом военных действий Виктория в сопровождении сестры Эллы, младшей дочери Луизы и Ноны Керр находились в путешествии по азиатской части Российской империи. Женщины посетили Нижний Новгород и Пермь, после чего Элла собиралась поехать в Алапаевск, а остальные — в Екатеринбург. Виктория записала в дневнике во время посещения Екатеринбурга: «Город не казался мне привлекательным. Простой народ не проявлял интереса к нашему визиту, особенно это было заметно во время вечернего фейерверка, когда толпы не обращали на нас внимания». Гости несколько раз проезжали мимо Ипатьевского дома, где в ночь с 17 на 18 июля 1918 года будет расстреляна императорская семья. Виктория получила телеграмму от Людвига, сообщающую о неизбежности войны. Путешествие было прервано, и они сели на обратный поезд до Санкт-Петербурга. В Зимнем дворце Виктория встретилась с сёстрами в последний раз. Она оставила на хранение своей сестре-царице бо́льшую часть своих ювелирных изделий. Дорога домой пролегала теперь через Швецию и Норвегию, где в городе Берген они сели на корабль и 16 августа были в порту Ньюкасла.

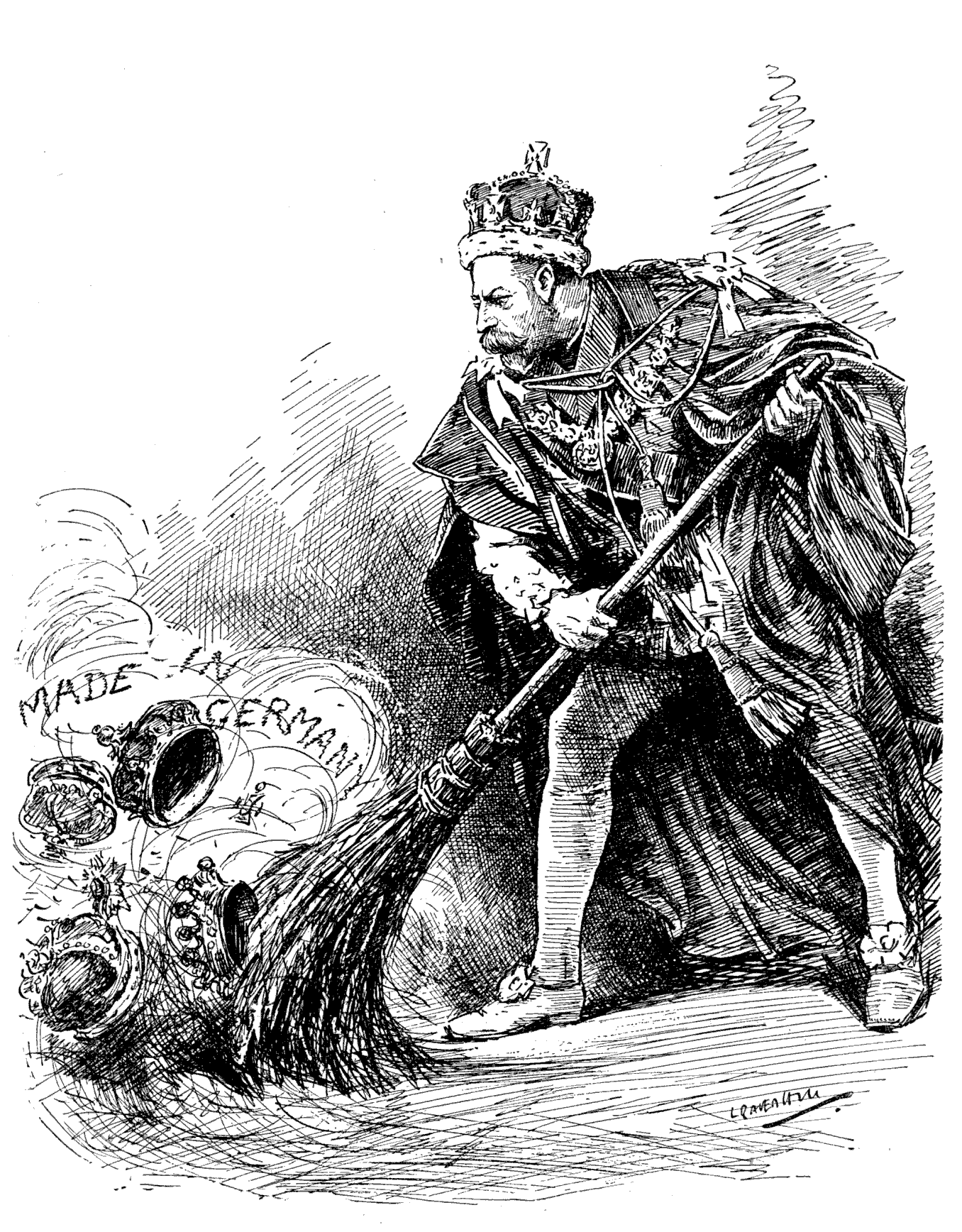
Карикатура на короля Георга V, «сметающего» германские титулы и награды своей семьи. Рейвен-Хилл, Леонард, журнал Панч от 27 июня 1917 года

С началом военных действий против Германии в обществе усилились антинемецкие настроения. Людвиг, будучи принцем немецкого происхождения, в это время занимал пост первого морского лорда. На флоте наиболее ярым противником всего немецкого был адмирал Чарльз Бересфорд. Его высказывания печатались в газетах и обсуждались в джентльменских клубах. Первый лорд адмиралтейства Уинстон Черчилль пытался уговорить Беренсфорда меньше накалять обстановку. 27 октября 1914 года Черчилль был вынужден попросить Людвига уйти в отставку, однако она была отложена из-за разногласий короля с оппозицией о назначении вместо принца Джона Фишера. 30 октября Людвиг был освобождён от своей должности. На защиту принца стала вдовствующая королева Александра. Она знала его ещё когда он сопровождал её с мужем в путешествии по Египту в конце 1860-х годов. «Он столь благородно принёс себя в жертву служению своей стране, которая теперь так отвратительно с ним поступила» — писала королева об увольнении принца.
Супруги решили переехать в уединённое место на остров Уайт, где жили в Кент-хаусе, предоставленным им Луизой, герцогиней Аргайл. Младшая дочь уехала во Францию, где работала медсестрой. Баттенберги вели тихую жизнь: Виктория стала заниматься садом, а Людвиг начал работу над трёхтомником, посвящённым морским медалям всех стран. У принца была неплохая коллекция морских наград. Виктория несколько раз ездила во Францию к дочери, часто виделась и с сыновьями. В 1917 году антинемецкие настроения в обществе достигли своего пика. Король Георг V, под давлением окружения, решил переименовать название своей семьи из Саксен-Кобург-Готской в Виндзорскую по названию королевской резиденции. У британской королевской семьи было много родственников с немецкими фамилиями, проживающих в Англии: Баттенберги, братья королевы Марии принцы Текские, принц Кристиан и принцесса Елена Шлезвиг-Гольштейнские (дядя и тётка короля) с дочерьми. Георг V на личной аудиенции с Людвигом и другими членами семьи настаивал на смене фамилий на английский манер. Король предложил принцу два варианта, «Баттенхиллы» или «Маунтбеттены». Людвиг выбрал последнее. От короля ему также были пожалованы титулы маркиза Милфорд-Хейвен, графа Медины и виконта Олдерни в пэрстве Соединённого Королевства. В письме к подруге Ноне, Виктория сообщала: «Скорее всего, принц и принцесса Людвиг Баттенберг никогда не смогут нанести тебе визит в Англии, но вместо них неожиданно появились твои новые друзья — английский пэр со своей женой, родовое имя которых было изменено на английский манер и трансформировалось (как, например, Шмидт в Смит) в Маунтбеттенов. Мир перевернулся с началом войны и я сама изменилась, ведь когда стали происходить такие потрясения, из-за которых мы теперь вынуждены даже сменить своё имя, я становлюсь более равнодушной к происходящему, чем можно было ожидать».

### Гибель сестёр

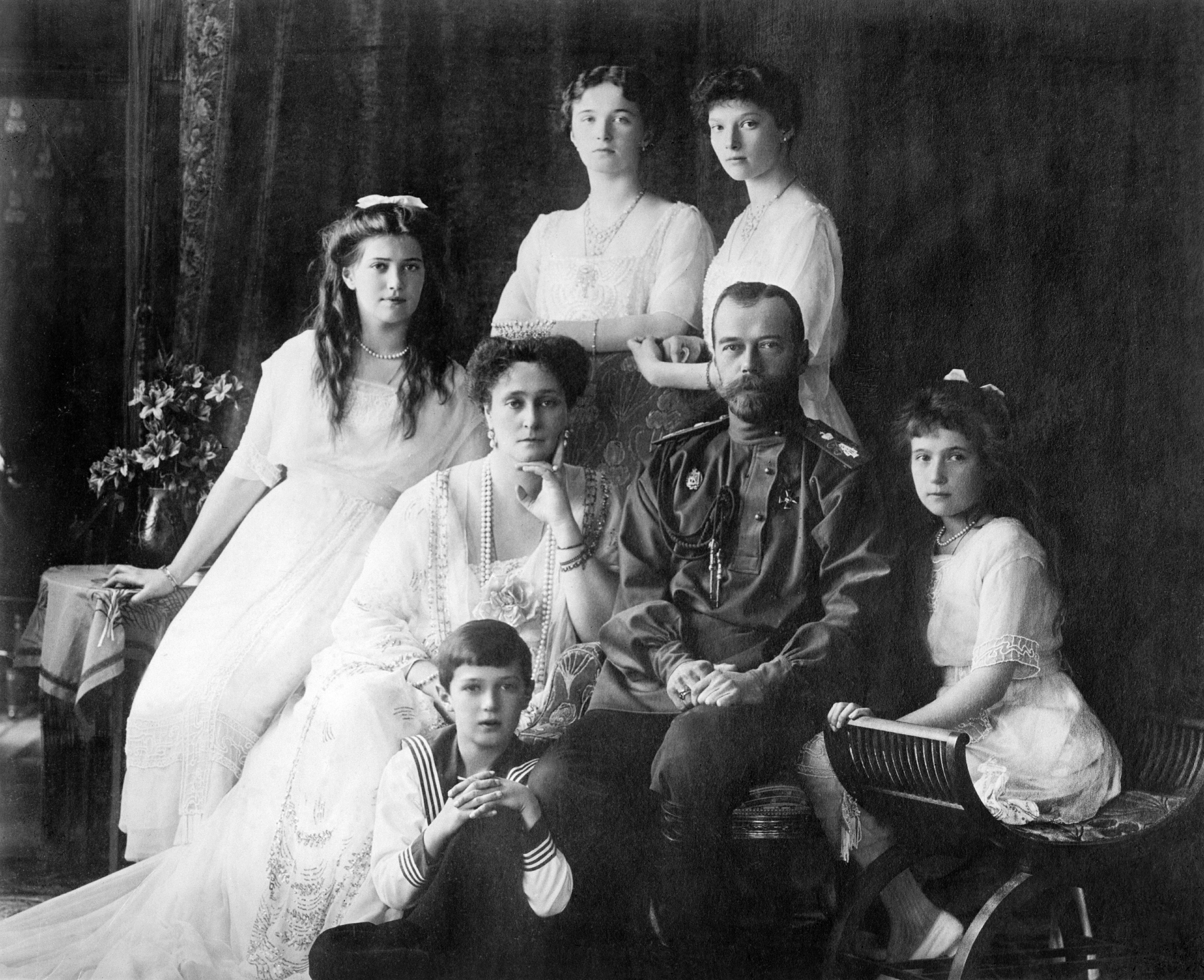
Российская императорская семья. Фотография ок. 1913—1914 годов

На протяжении войны Виктория не переставала обмениваться письмами с братом и сёстрами из Германии и России. В марте 1917 года император Николай II отрёкся от престола. Маркиза Милфорд-Хейвен была рада, что «Ники отрёкся за себя и своего бедного сына…Никто не знает, к чему может привести революция…я лишь надеюсь, что обстоятельства помогут им добраться до Крыма и покинуть империю». Из России поступали всё более тревожные новости и Виктория стала опасаться за жизнь своих сестёр. Бывшую императорскую семью перевезли вглубь России, в Екатеринбург. В мае 1918 года она обратилась к британскому правительству с просьбой спасти царскую семью, однако получила отказ от министра иностранных дел Артура Джеймса Бальфура. В июле маркиза предприняла повторную попытку, не давшую результата. По отчетам Министерства иностранных дел Виктория обращалась за помощью к датской королевской семье, шведской кронпринцессе Маргарите (своей двоюродной сестре) и к шведской дипломатической миссии в Москве. Маркиза собиралась даже написать жене Ленина, но лорд Роберт Сесил отговорил её, считая, что это усугубит положение. 

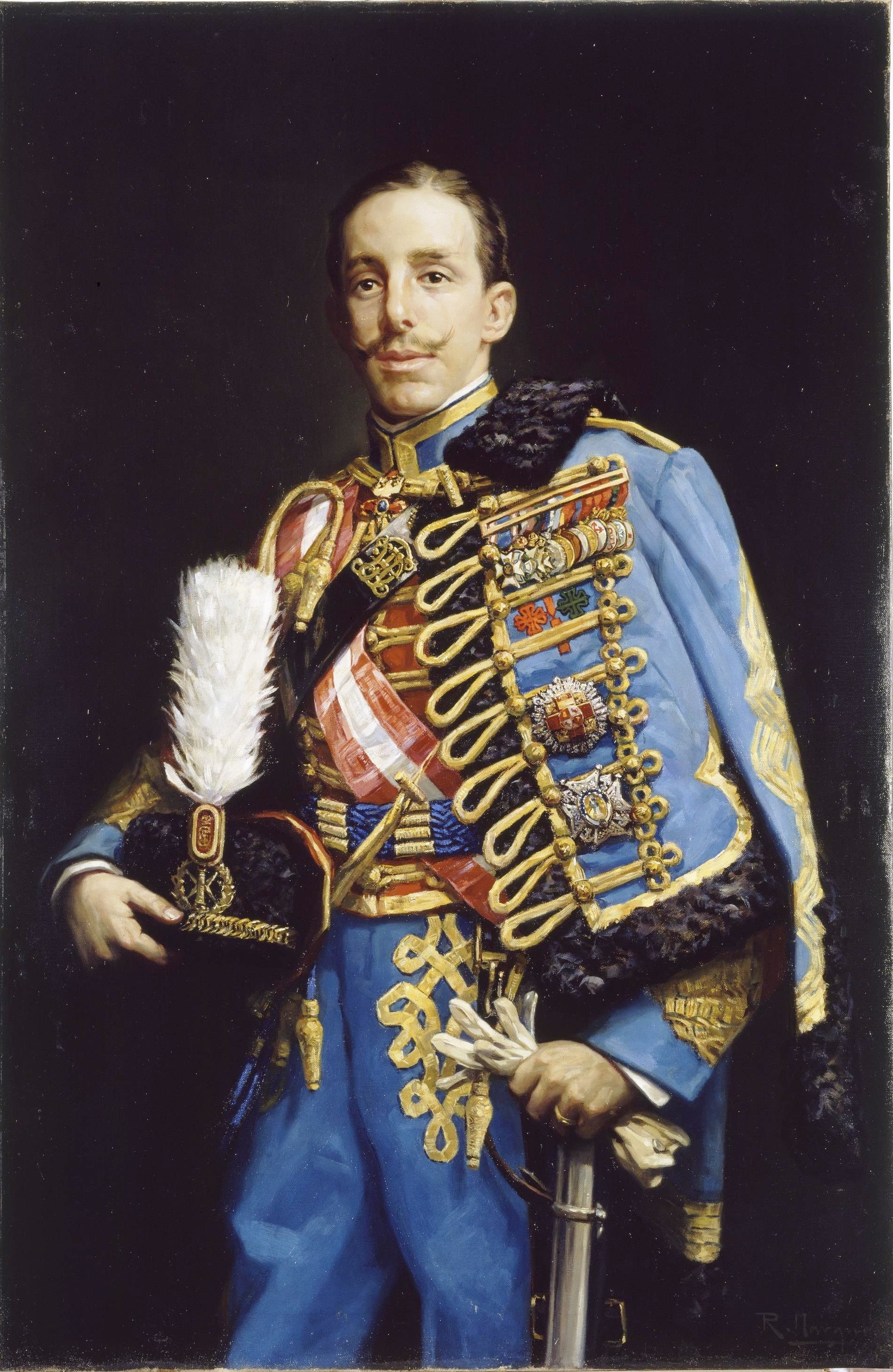
Испанский король Альфонсо XIII. Роман Наварро, Музей Прадо, Мадрид

 По совету министров она направила письмо испанскому королю Альфонсу XIII, женатому на племянницей Людвига Виктории Евгении, прося о помощи в спасении. 6 августа она получила от него ответ: «Письмо получено. Я начинаю переговоры о спасении императрицы и девочек, но думаю, что цесаревич мёртв. Предложение следующее: переправить их в нейтральную страну и, под моё честное слово, они останутся в безопасности до конца войны. Надеюсь, что все монархи поддержат меня. Дам Вам знать, если что-то прояснится». Ранее в 1917 году король рассматривал план спасения Романовых вместе со скандинавскими монархами, в попытке послать испанский военный корабль в один из северных портов с целью вывоза семьи. Предложение было передано Временному правительству.
До августа 1918 года британская королевская семья точно не знала, живы Романовы или нет. Король Георг V знал об убийстве Николая и его семьи в конце августа. Впервые слухи о гибели Романовых дошли до Виктории 24 июля. 2 сентября к супругам приехала принцесса Мария Луиза, кузина Виктории. Людвиг поехал встречать её на машине. Встретившись, она передала ему письмо из Букингемского дворца, попросив открыть его перед возвращением к жене. В письме сообщалось о гибели Аликс, Ники и их детей. «Теперь мы хотя бы всё знаем», промолвил он кузине и они поехали в Кент-хаус. После получения печальных новостей, Виктория пыталась заглушить боль, отдавая всё свободное время работе в саду. В своих воспоминаниях она писала: «Я спокойна, ведь она обрела покой и вместе с мужем и детьми им больше не причинят страданий». 22 сентября король отправил Виктории письмо: «Глубоко сочувствую Вам в трагическом конце Вашей дорогой сестры и её невинных детей. Но, может быть, для неё самой, кто знает, и лучше, что случилось, ибо после смерти дорогого Ники она вряд ли захотела бы жить. А прелестные девочки, может быть, избежали участь ещё более худшую, нежели смерть от рук этих чудовищных зверей».
9 ноября от Роберта Сесила, вернувшегося из России, Виктория узнала о гибели сестры Эллы 18 июля 1918 года, а также убийстве великого князя Сергея Михайловича и князей императорской крови Иоанна, Игоря и Константина Константиновичей, князя Владимира Палей и сестры Варвары, сподвижницы Елизаветы. Всех их сбросили в шахту под Алапаевском. «Если кто-то встречал смерть без страха, то это бедная Элла…Её глубокая и чистая вера направляла, поддерживала и утешала во всех деяниях. Душа Эллы не будет страдать по бедной Аликс, принявшей столько боли. Я думаю, продолжи она жить, страдания были бы её уделом, потому как я недавно узнала, что все труды моей сестры в Москве были уничтожены». В октябре 1918 года Пермская губерния была занята войсками адмирала Колчака. С 22 по 24 октября тела великой княгини Елизаветы и других Романовых были извлечены из шахты и похоронены в склепе в ограде Свято-Троицкого собора города Алапаевск. Во время отступления войск по решению командующего армией М. К. Дитерихса останки Романовых были перевезены в Пекин. По просьбе Виктории тела её сестры Эллы и послушницы Варвары привезли в Иерусалим, где их останки были захоронены в склепе церкви Святой Марии Магдалины на склоне Елеонской горы. На поминальных службах и церемонии захоронения присутствовала Виктория, Людвиг и их младшая дочь Луиза. В 1988 году в этой же церкви будет похоронена старшая дочь Виктории Алиса Греческая.

## Первые годы вдовства
С окончанием войны и установлением советской власти в России Людвиг потерял все свои инвестиции в этой стране; ему пришлось продать коллекцию медалей. Оставленные в Санкт-Петербурге личные вещи и драгоценности Виктории пропали навсегда. Из-за ухудшения материального состояния супругам пришлось продать землю в Англии, поместье Хилингенберг в Гессене и уехать из Кент-хауса. Здоровье Людвига резко пошатнулось после войны, он стал быстро уставать. К тому времени Нона Керр покинула пост личной фрейлины маркизы, выйдя замуж за офицера Ричарда Крайтона, однако подруги не переставали обмениваться письмами и бывать в гостях друг у друга. В 1920 году Алиса перешла в греческое православие. Виктория в письме к сыну Джорджи выражала поддержку старшей дочери, говоря, что «этот шаг будет верным для неё».
Людвиг неожиданно умер 11 сентября 1921 года во время посещения военно-морского клуба. Причиной смерти стала сердечная недостаточность, вызванная последствиями гриппа. 1-й маркиз Милфорд-Хейвен был похоронен в церкви Святой Милдред на острове Уайт. Отвечая на письмо с соболезнованиями от королевы Марии, Виктория сообщала: «Тяжело переносить такую утрату и по сей день я не могу смириться со свершившимся. Но я благодарна тому, что жизнь моего дорогого Людвига, столь счастливая, завершилась без страданий, боли и тревоги…». Наследство Людвига, включающее деньги, драгоценности, картины, гравюры и личные бумаги и сочинения, было разделено между четырьмя детьми.

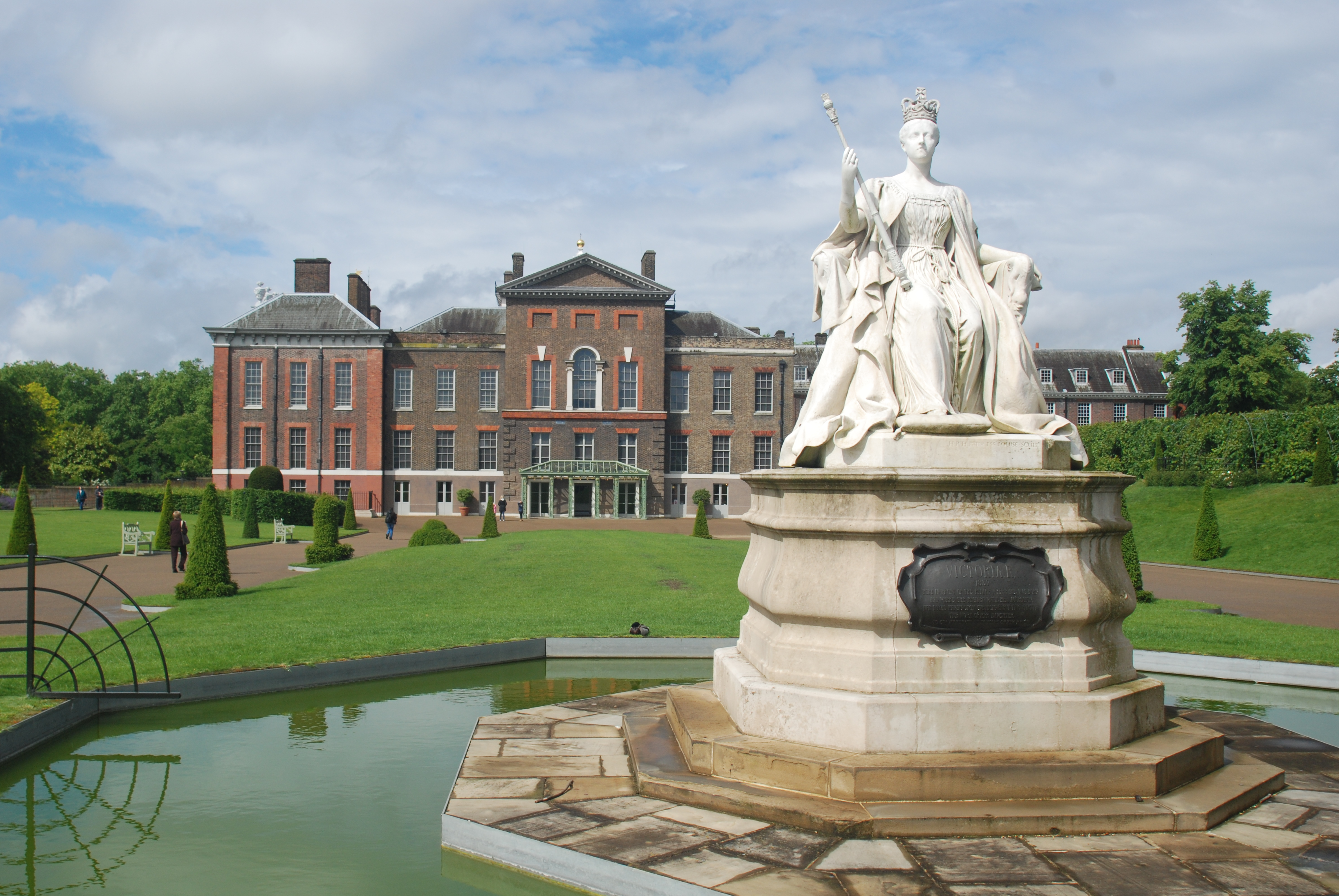
Статуя королевы Виктории работы принцессы Луизы напротив Кенсингтонского дворца. Фотография 2014 года

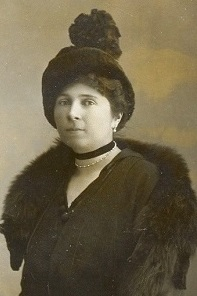
София Буксгевден. Фотография ок. 1910—1917 годов

После смерти мужа Виктория переехала в покои Кенсингтонского дворца, где прожила до конца своих дней. Хорошей подругой и фрейлиной маркизы стала София Карловна Буксгевден — бывшая фрейлина императрицы Александры Фёдоровны, которая смогла выехать из революционной России через Владивосток, где села на пароход до США, а затем добралась до Европы. Сначала она осела в Дании, потом переехала в Германию и наконец нашла свой последний дом в Лондоне, где жила в квартире, которую ей предоставил благотворительный жилой фонд в Хэмптон-Корте. Там она и скончалась в 1956 году. София Карловна, в основном, занималась корреспонденцией Виктории и помогала отвечать на письма. Как только появилась возможность, вдовствующая маркиза уехала в Германию, чтобы встретиться с братом и единственной оставшейся в живых сестрой Иреной. Эрнст Людвиг лишился гессенского престола после Ноябрьской революции в Германии, но смог сохранить дома и земли.
В начале 1920-х годов Виктория много переживала за своего младшего сына. Молодой офицер проводил свободное время на балах и вечеринках в высшем свете. Вскорости он сблизился с Эдвиной Эшли, богатой наследницей, и Виктория опасалась, что деньги могут испортить её сына. В конечном итоге Дики сделал ей предложение и 18 июля 1922 года состоялась свадьба, на которой присутствовали монаршая чета, вдовствующая королева Александра вместе с сестрой-императрицей Марией Фёдоровной. Впоследствии Виктория была близка с невесткой: их объединяли общие взгляды и идеи, в частности, обе поддерживали социализм. В ноябре следующего года Виктория выдала замуж младшую дочь, которая стала второй супругой наследного принца Швеции Густава Адольфа. Первая жена кронпринца, Маргарита Коннаутская, кузина Виктории, умерла в 1920 году от заражения крови, оставив своему супругу пятерых детей. Маркиза посетила их в Италии во время медового месяца. В результате Первой мировой войны и греко-турецкого конфликта (1919—1922) Алиса Греческая вместе с мужем и детьми была вынуждена жить в Сен-Клу — западном пригороде Парижа. Чтобы помочь дочери, Виктория продала свои акции Бирманской нефтяной компании. Маркиза часто приезжала в Париж к дочери и вместе с детьми они ездили в Вольфсгарнен к дяде Эрни, в Швецию к Луизе или посещали родственников Андрея в Румынии.

## Болезнь дочери Алисы и забота о внуке Филиппе

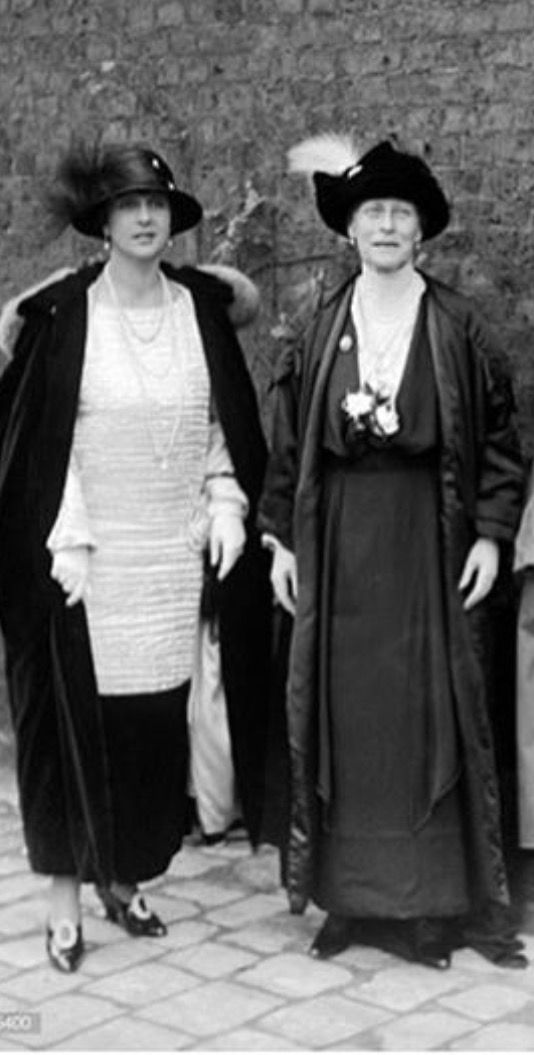
Виктория Маунтбеттен с дочерью Алисой. Фотография 1920-х годов

В октябре 1929 года принц Андрей написал своей тёще письмо, рассказав, что Алиса практически не общается со своей семьёй и не занимается никакими домашними делами. В середине декабря Алиса призналась, что у неё действительно проблемы со здоровьем. Она решила не проводить новогодние праздники с семьёй и уехала из Сен-Клу. Вскоре после этого принцесса заявила, что получает божественные послания и сама обладает целительной силой. Своим друзьям в Англию она писала, что Андрей ей вовсе не муж, а сама она — «невеста Иисуса Христа». В январе 1930 года Виктория выехала во Францию по просьбе Андрея и его дочери Маргариты. В письме к Ноне Керр Виктория сообщала о дочери: «Она выглядит болезненной и уставшей. Показав мне мою комнату, она почти не говорила и сразу легла отдыхать…Алиса сказала, что имела разговор с Иисусом, который через неё передаст своё послание всеми миру. Я думаю, что у неё анемия головного мозга, вызванная сильными эмоциями и голодовкой».
По совету невестки Алисы Марии Бонапарт её отправили на лечение в берлинскую клинику доктора Эрнста Зиммела. После нескольких бесед и обследований принцессы доктор Зиммер поставил ей диагноз «параноидальная шизофрения». 7 апреля 1930 года Алиса вернулась в Сен-Клу. Она продолжала вести себя странно, постоянно напоминая семье об Иисусе Христе. Андрей выехал в Лондон к Виктории и вместе они решили показать Алису двум известным психиатрам, Томасу Россу и сэру Морису Крейгу, которые подтвердили диагноз Зиммера. После семейного сбора в Дармштадте на Пасху, Виктория и Андрей против воли Алисы поместили её в швейцарский санаторий в общине Кройцлинген, находившийся под управлением психиатра Людвига Бинсвангера. Четыре дочери Андрея и Алисы вскорости вышли замуж за немецких аристократов и уехали в Германию. Виктория вместе с Джорджи и Дики взяли на себя обязанности по воспитанию единственного сына Алисы Филиппа, которому тогда было всего девять лет. Много лет спустя Алиса в письме к сыну выражала благодарность своей матери за помощь в опеке: «Она заботилась о тебе, как о своём младшем сыне». Уже будучи супругом королевы Елизаветы II, Филипп вспоминал: «Кенсингтонский дворец занимает особое место в моём сердце. Я очень любил бабушку и она всегда приходила мне на помощь. Она умела разговаривать с детьми. Подобно моей матери, она знала, как завоевать их внимание, направляя энергию в правильное русло и сочетая разум с эмоциями». Виктория была против службы мальчика в британском флоте и настаивала, чтобы он прошёл военную подготовку в родной Греции, однако принц Андрей, опасаясь нестабильной политической обстановки в стране, решил оставить сына в Великобритании. «Я всё же считаю, что он должен служить в Греции — стране, откуда он родом» — заметила Виктория в письме к сыну Дики.
Виктория несколько раз посещала дочь в санатории. К сентябрю 1932 года Алиса стала настаивать на смене места лечения. Маркиза идею дочери не поддерживала. Как пишет биограф Хьюго Викерс, Виктория понимала важность смены обстановки для поднятия морального духа Алисы, однако маркиза сохраняла большое доверие к доктору Бинсвангеру. В итоге, Алиса убедила родственников перевести её в другое медицинское учреждение. По рекомендациям итальянской королевы Елены Виктория решила определить Алису в санаторий «Мартинсбранн» в итальянском городе Мерано, откуда та вскорости выписалась. После этого Алиса под именем «графини Гогенштейн» путешествовала по Европе, иногда встречаясь с матерью. Виктория не переставала обмениваться письмами с доктором Бинсвангером, сообщая новости о состоянии дочери и получая в ответ рекомендации. Так продолжалось до конца 1936 года, когда Алиса выразила желание снова сблизиться с остальной семьёй. После смерти Виктории в 1950 году София Буксгевден, занимаясь разбором бумаг покойной, обнаружила большое количество личных записей и писем, относящихся к тому времени, когда Алиса находилась в санаториях. В письме к Дики, София сообщала, что Виктория «намеревалась их уничтожить, но в итоге решила оставить».

## Семейные трагедии и Вторая мировая война
9 октября 1937 года от рака лёгких умер единственный брат Виктории великий герцог Эрнст Людвиг. С 1930 года его старший сын наследный великий герцог Георг Донаус был женат на принцессе Сесилии Греческой, одной из внучек вдовствующей маркизы, которую бабушка считала самой красивой в семье. После похорон великого герцога его старший сын с супругой и двумя старшими детьми, а также вдовствующая герцогиня Элеонора сели на самолёт во Франкфурте-на-Майне, чтобы присутствовать на свадьбе младшего брата Георга Донауса принца Людвига. На момент полёта Сесилия была на последних месяцах беременности. В начале пути небо было голубым и без облаков, но с приближением к Северному морю появился густой туман. Несмотря на плохую видимость, пилот по намеченному плану пытался посадить самолёт в аэропорту Остенде-Брюгге (предполагалось взять на борт ещё двух пассажиров). При совершении манёвра самолёт зацепил фабричную трубу, крыло и двигатель были разрушены. Затем воздушное судно врезалось в крышу здания и упало на землю. Все пассажиры погибли; останки четвёртого ребёнка, родившегося во время полёта, были найдены среди обломков. По настоянию маркизы, свадьба всё же состоялась в намеченный день. 23 ноября Виктория вместе с сестрой Иреной присутствовала на похоронах внучки в Дармштадте. Следующая трагедия постигла Викторию в 1938 году, когда её старший сын Джорджи скончался от рака костей 8 апреля.
В 1939 году началась Вторая мировая война. Семья Виктории оказалась по разные линии фронта: сын Дики и внук Филипп служили в британском флоте, в то время как мужья внучек маркизы, Бертольд Баденский, Кристоф Гессенский и Готфрид Гогенлоэ-Лангенбургский, были членами нацистской партии. Вплоть до 1941 года Виктория поддерживала связь с дочерьми в Швеции и Греции. Во время обстрела Лондона, по настоянию короля Георга VI и его супруги, вдовствующая маркиза переехала в Виндзорский замок, где её навещали принцессы Елизавета и Маргарет. «Я живу в комнатах, соседствующих с Гобеленовой гостиной [место рождения Виктории] и окнами смотрящих на длинную аллею деревьев. Столько старых воспоминаний всплывают вновь! Мы едим вместе, после чего я свободно занимаюсь своими делами. В отсутствие короля и королевы принцесса Елизавета руководит замком. Эти очаровательные девочки [Елизавета и Маргарет] очень воспитанные, общительные и такие живые. Они неразлучны, прямо как Патрисия и Памела…» — сообщала Виктория в письме к подруге Ноне Керр.

## Свадьба внука Филиппа

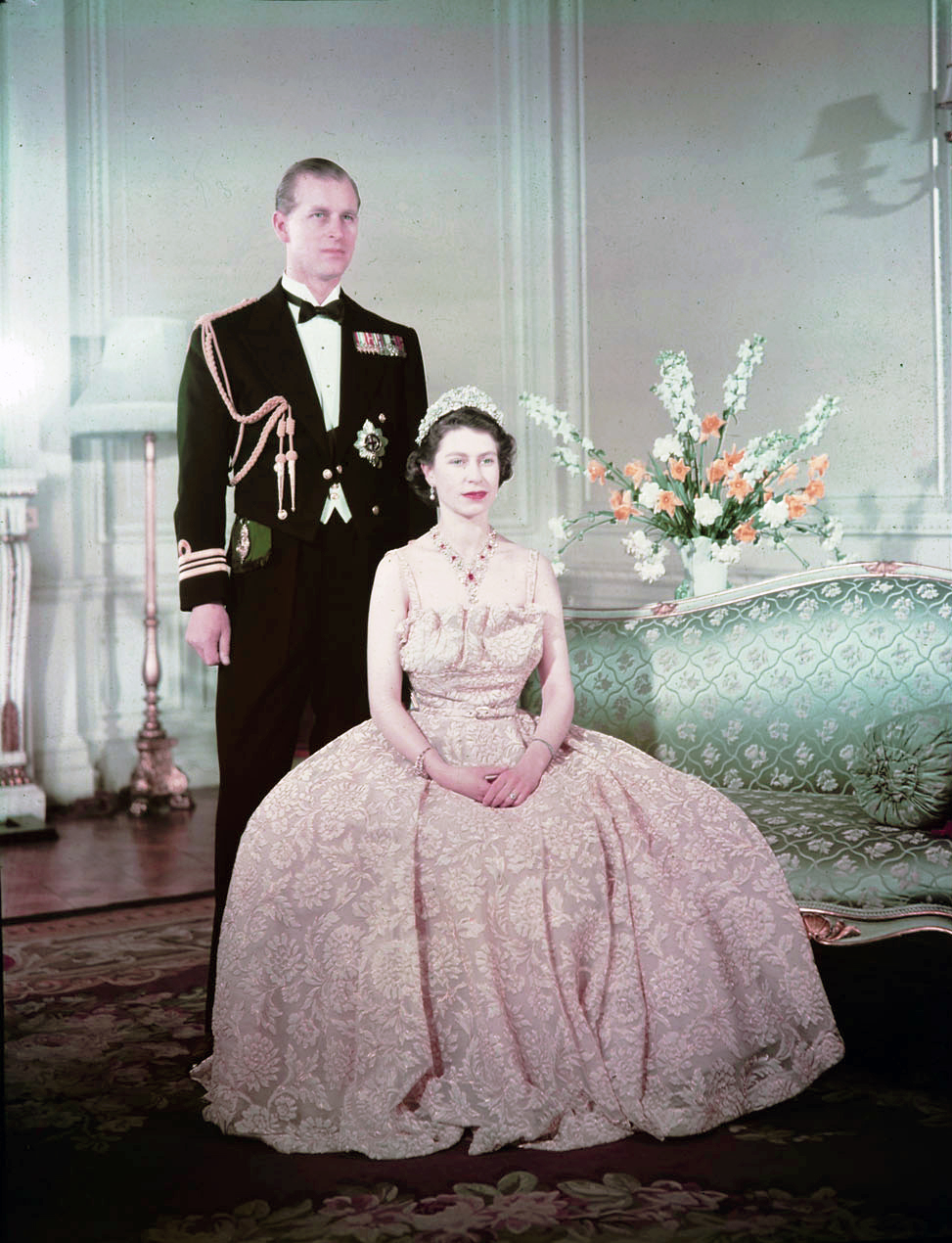
Принц Филипп, герцог Эдинбургский с супругой Елизаветой. Фотография 1950 года

С начала 1940-х годов у Виктории начались проблемы со здоровьем: её мучил артрит, постоянно мёрзли руки и ноги, из-за чего она не могла заниматься любимым делом — садоводством. В поздние годы вдовствующая маркиза сблизилась со своей кузиной принцессой Алисой, графиней Атлонской. Позже графиня вспоминала: «Она [Виктория] была в высшей степени образованным человеком, гением. Для неё было естественным передавать окружающим знания и вовлекать их в беседу. Накинутая на неё одежда напоминала тряпичный мешок. Её волосы всегда были зачёсаны назад. Она выделялась ясными, большими, голубыми глазами. Из-за чрезмерного курения её голос был хриплым и слегка грубоватым». Во время войны ушли из жизни последние дочери королевы Виктории и близкие подруги маркизы, принцессы Луиза (ум. 3 декабря 1939 года) и Беатриса (ум. 26 октября 1944 года). В 1942 году Виктория была приглашена в качестве почётного гостя в Глазго на ланч в честь спуска на воду нового авианосца HMS Indefatigable. В августе 1945 года вдовствующая маркиза вместе с Алисой приезжала в Швецию к дочере-кронпринцессе, где провела отпуск во дворце Софиеру.
Начиная с того времени, когда Алиса оказалась больна и находилась в санатории, Виктория стала особенно близка со своим младшим внуком Филиппом. Маркиза любила сравнивать Филиппа с его двоюродным братом 3-м маркизом Милфорд-Хейвен, считая, что у последнего «нет природного очарования и простых манер» его кузена. С Дики и Алисой маркиза обсуждала вопрос натурализации Филиппа в Великобритании, чтобы тот смог продолжить карьеру в военно-морском флоте. Виктория считала, что её внук должен сам «решить, что будет для него лучше». В итоге, в феврале 1947 года Филипп получил британское подданство и, одновременно, отказался от своего титула «Его Королевское Высочество принц Греческий и Датский» и стал именоваться лейтенант Филипп Маунтбеттен. Летом 1947 года он сделал предложение принцессе Елизавете, наследнице короля Георга VI и получил от него разрешение на брак.
В ноябре 1947 года Виктория присутствовала на свадьбе Филиппа. В письме к сыну Дики, маркиза сообщала, что невеста «чрезвычайно мне симпатична…Я восхищена её бескорыстным характером и чувством долга к своей стране». На свадебных торжествах присутствовали все дети и многие внуки маркизы, за исключением сестёр Филиппа, мужья которых воевали против Великобритании. Несмотря на проблемы со здоровьем, Виктория до последних дней много читала, в частности, труды философа Найджела Бэлчина и психолога Гюстава Лебона. В 1948 году Виктория стала одной из восьми крёстных родителей своего правнука Чарльза (Карла III). В письме к сыну Виктория говорила о Чарльзе, что он «самый важный из моих правнуков…Будем надеяться, что он будет жить в более мирное и процветающее время, чем мы и станет настоящим Королём».

## Смерть и наследие

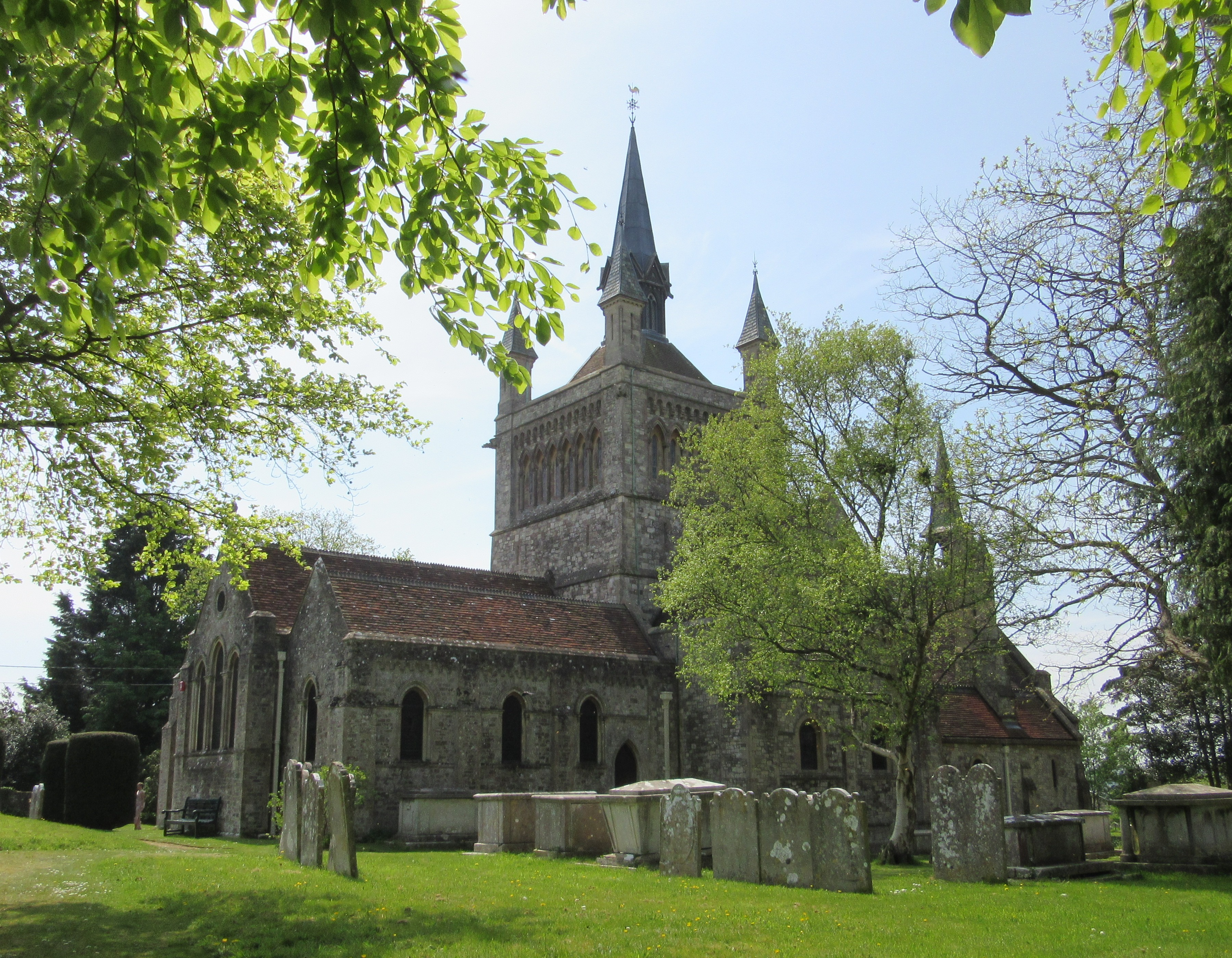
Церковь Святой Милдред. Фотография 2016 года

В конце жизни Виктория писала сыну: «То, что будет жить после нас — это хорошо проделанная работа, сделанная нами самостоятельно, не имеющая ничего общего с титулом или происхождением. Я никогда не думала, что буду известная только как твоя мать. Ты так знаменит сегодня, а меня не знает никто, и я этому безумно рада».
Лето 1950 года Виктория провела в поместье Бродлэндс, принадлежащее Дики и Эдвине. В конце сезона у неё случился сердечный приступ и Виктория решила вернуться в родные стены Кенсингтонского дворца. «Будет лучше, если я умру дома» — писала она сыну. Врачи диагностировали у неё тяжёлую форму бронхита. В последние дни за ней ухаживали католические монахини из женского монастыря в Холланд-парке. За несколько часов до смерти Виктория потеряла сознание. Рядом с ней присутствовали все её дети. Утром 24 сентября она мирно скончалась в возрасте 87 лет. Гроб перевезли в королевскую капеллу, где состоялись частные похороны. Далее тело было доставлено в приморский город Портсмут, где на борту шлюпа HMS Redpole, специально присланного королём, прибыло на остров Уайт и было похоронено рядом с супругом во дворе церкви Святой Милдред. Алиса Греческая сообщала принцу Филиппу, который не смог присутствовать на похоронах бабушки из-за службы на флоте: «Для облегчения дыхания она почти приняла сидячее положение и нам хорошо было видно её спокойное и умиротворённое выражение лица — как будто она тихо спит; её грудь равномерно опускалась и поднималась до того момента, как в 8 утра всё прекратилось…Прекрасный конец!». Через пять недель после смерти Виктории её дочь Луиза стала королевой Швеции.

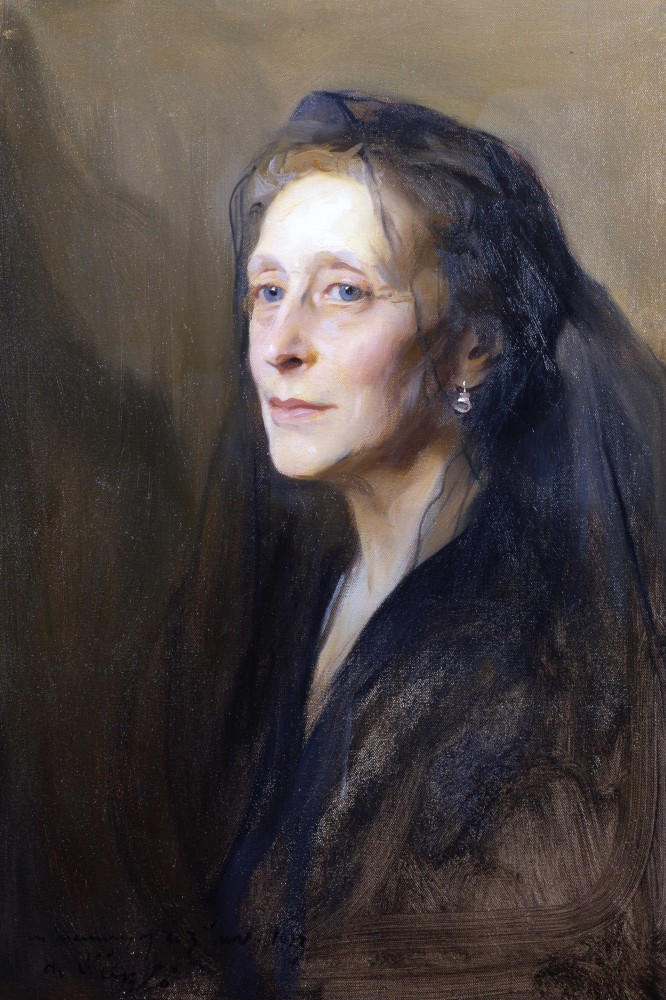
Виктория, вдовствующая маркиза Милфорд-Хейвен. Филип де Ласло, 1923, частная коллекция

Виктория оставила после себя большую библиотеку. Некоторые книги были подарками королевы Виктории и содержали подпись «Дорогой Виктории от преданной Бабушки В. К. И.» (англ. To dearest Victoria from her affectionate Grandmother V. R. I.). Несколько фотографий маркизы находятся в коллекциях Национальной портретной галереи и Британского музея. В 1923 году вдовствующая маркиза позировала известному портретисту Филипу де Ласло. Художник изобразил Викторию по грудь на портрете в три четверти слева, одетую в чёрное платье с тёмной вуалью на голове и в жемчужных серьгах. Техника исполнения изображения — масло по холсту. Размер — 63, 5 х 43, 2 см. Внизу слева имеется подпись «В память о 23 ноября 1923 года / де Ласло» (англ. In memory of the 23rd Nov. 1923 / de László). Портрет стал подарком наследного принца Густава Адольфа своей жене Луизе, младшей дочери Виктории. В 1965 году Луиза скончалась и портрет унаследовал её брат Луис Маунтбеттен, в семье потомков которого он хранится до сих пор.
С помощью своей подруги Софии Буксгевден Виктория написала мемуары, которые являются важным источником для специалистов по истории королевских семей Европы. Сейчас они находятся в архиве Маунтбеттенов в Саутгемптонском университете. В 2020 году мемуары были изданы под названием «Воспоминания: мемуары Виктории, маркизы Милфорд-Хейвен» (англ. Recollections: The Memoirs of Victoria Marchioness of Milford Haven) под редакцией профессора университета Пеппердайна в Малибу Иланы Миллер и историка Артура Биче. Письма королевы Виктории своей внучке Виктории Баттенберг были опубликованы в 1975 году под редакцией Ричарда Хью по инициативе леди Памелы Хикс.

## Потомки
В браке с принцем Людвигом Александром Баттенбергом, маркизом Милфорд-Хэйвен родилось четверо детей:
- принцесса Виктория Алиса Елизавета Юлия Мария (1885—1969) — родилась глухой; в 1903 году вышла замуж за Андрея, принца Греческого и Датского, четвёртого сына короля Греции Георга I и великой княжны Ольги Константиновны. Имела с мужем четырёх дочерей и сына, принца Филиппа, который в 1947 году заключил брак с будущей королевой Великобритании Елизаветой II. Из-за постоянных войн и политических конфликтов внутри греческого государства, супруги бо́льшую часть времени жили за границей. В 1930 году Алисе был поставлен диагноз «шизофрения» и она несколько лет провела в лечебнице. После выздоровления занималась благотворительностью, укрывала евреев во время Второй мировой войны, за что получила звание праведника народов мира[152][153][154];
- принцесса Луиза Александра Мария Ирена (1889—1965) — с 1923 года вторая супруга короля Швеции Густава VI Адольфа, сына короля Густава V и Виктории Баденской; имели мертворождённую дочь[155];
- принц Георг Луи Виктор Генри Серж (1892—1938) — офицер Королевского военно-морского флота, 2-й маркиз Милфорд-Хейвен, был женат с 1916 года на графине Надежде Михайловне Торби, дочери великого князя Михаила Михайловича и графини Софии Николаевны Меренберг, внучки А. С. Пушкина, имел сына и дочь; умер при жизни матери от рака костей[127];
- принц Луис Френсис Альберт Виктор Николас (1900—1979) — граф Маунтбеттен Бирманский, адмирал флота и последний вице-король Индии, при котором страна получила независимость; в 1955—1957 годах был первый морским лордом — должность, которую занимал его отец в 1912—1914 годах; был женат с 1922 года на Эдвине Эшли[англ.], дочери Уилфреда Эшли, 1-го барона Маунт Темпл[англ.] и Марии Амалии Мод Кассель, две дочери. Погиб 27 августа 1979 года в результате террористического акта, организованного Ирландской республиканской армией[156].